# Deputati della XVII legislatura della Repubblica Italiana
i deputati della XVII legislatura della Repubblica Italiana furono eletti in occasione delle elezioni politiche del 2013.

## Gruppi

### Riepilogo della composizione
| Gruppi parlamentari                                                                          | Inizio (19.03.2013) | Fine |
| -------------------------------------------------------------------------------------------- | ------------------- | ---- |
| Partito Democratico ()                                                                       | 293                 | 281  |
| Movimento 5 Stelle ()                                                                        | 109                 | 88   |
| Il Popolo della Libertà (poi Forza Italia) ()                                                | 97                  | 56   |
| Scelta Civica per l'Italia (poi Civici e Innovatori) ()                                      | 47                  | -    |
| Sinistra Ecologia Libertà (poi Sinistra Italiana - Possibile - Liberi e Uguali) ()           | 37                  | 17   |
| Lega Nord e Autonomie ()                                                                     | 20                  | 22   |
| Articolo 1 - Movimento Democratico e Progressista - Liberi e Uguali ()                       | -                   | 42   |
| Nuovo Centrodestra (poi Alternativa Popolare - Centristi per l'Europa - Noi con l'Italia) () | -                   | 23   |
| Noi con l'Italia - Scelta Civica - MAIE ()                                                   | -                   | 15   |
| Per l'Italia (poi Democrazia Solidale - Centro Democratico) ()                               | -                   | 12   |
| Fratelli d'Italia ()                                                                         | 9                   | 12   |
| Gruppo misto ()                                                                              | 18                  | 62   |
| • Centro Democratico ()                                                                      | 5                   | -    |
| • Minoranze linguistiche ()                                                                  | 5                   | 6    |
| • Partito Socialista Italiano (poi PSI - PLI - Indipendenti) ()                              | 4                   | 3    |
| • MAIE (poi MAIE-API) ()                                                                     | 3                   | -    |
| • Civici e Innovatori - Energie per l'Italia ()                                              | -                   | 14   |
| • Conservatori e Riformisti (poi Direzione Italia) ()                                        | -                   | 10   |
| • IDeA-UDC ()                                                                                | -                   | 6    |
| • Alternativa Libera - Tutti insieme per l'Italia ()                                         | -                   | 5    |
| • Alleanza Liberalpopolare Autonomie - MAIE ()                                               | -                   | -    |
| • Alternativa Libera - Possibile ()                                                          | -                   | -    |
| • Libertà e Diritti - Socialisti Europei ()                                                  | -                   | -    |
| • Fare! - PRI - Liberali ()                                                                  | -                   | -    |
| • Movimento PPA - Moderati ()                                                                | -                   | -    |
| • USEI-IDEA ()                                                                               | -                   | -    |
| • Deputati non iscritti ad alcuna componente                                                 | 1                   | 18   |
| Totale                                                                                       | 630                 | 630  |

### Organizzazione dei gruppi
| Gruppi e incarichi |
| Partito Democratico |
| --- |
| Presidente - Roberto Speranza (fino al 15.04.2015) - Ettore Rosato Vicepresidente vicario - Paola De Micheli Vicepresidente - Gero Grassi - Andrea Martella - Antonello Giacomelli - Silvia Velo Tesoriere - Matteo Mauri Segretari - Laura Garavini - Barbara Pollastrini - Giovanni Legnini - Teresa Bellanova - Andrea De Maria - Silvia Fregolent - Ettore Rosato Delegati d'aula - Giovanni Legnini - Andrea De Maria - Ettore Rosato |
| Movimento 5 Stelle |
| Presidente - Roberta Lombardi (fino al 30.05.2013) - Riccardo Nuti (fino al 18.09.2013) - Alessio Villarosa (fino al 18.12.2013) - Federico D'Incà (fino al 1º.04.2014) - Giuseppe Brescia (fino al.06.2014) - Paola Carinelli (fino al 4.09.2014) - Andrea Cecconi (fino al 9.02.2015) - Fabiana Dadone (fino all'11.05.2015) - Francesca Businarolo (fino al 5.08.2015) - Giorgio Sorial Vicepresidenti vicari - Riccardo Nuti - Alessio Mattia Villarosa Vicepresidenti - Giuseppe D'Ambrosio - Dalila Nesci Tesoriere - Arianna Spessotto Segretario - Azzurra Cancelleri Delegati d'aula - Giuseppe D'Ambrosio - Dalila Nesci |
| Il Popolo della Libertà/Forza Italia |
| Presidente - Renato Brunetta Vicepresidente vicario - Mariastella Gelmini Vicepresidente - Simone Baldelli Tesoriere - Maurizio Bernardo |
| Scelta Civica per l'Italia |
| Presidente - Lorenzo Dellai (fino al 9.12.2013) - Andrea Romano (fino al 4.06.2014) Viceperesidente vicario - Gianpiero D'Alia Vicepresidente - Adriana Galgano Consiglio direttivo - Mario Caruso - Domenico Rossi - Gea Schirò Planeta - Andrea Causin - Bruno Molea - Paolo Vitelli |
| Sinistra Ecologia Libertà |
| Presidente - Gennaro Migliore (fino al 17.06.2014) - Nicola Fratoianni (fino al 10.07.2014) - Arturo Scotto (fino al 17.06.2014) - Giulio Marcon Vicepresidente vicario - Titti Di Salvo Vicepresidenti - Annalisa Pannarale - Serena Pellegrino Tesorieri - Sergio Boccadutri - Giovanni Paglia Segretari - Monica Gregori - Ileana Cathia Piazzoni - Filiberto Zaratti Delegati d'aula - Titti Di Salvo - Annalisa Pannarale - Serena Pellegrino |
| Lega Nord e Autonomie |
| Presidente - Giancarlo Giorgetti (fino al 08.07.2014) - Massimiliano Fedriga Vicepresidente vicario - Matteo Bragantini Vicepresidente - Gianluca Pini - Rudi Franco Marguerettaz Consiglio direttivo - Gianluca Buonanno - Massimiliano Fedriga Tesoriere - Nicola Molteni Delegato d'aula - Massimiliano Fedriga (fino al 17.07.2014) - Guido Guidesi |
| Art. 1 - MDP |
| Presidente - Francesco Laforgia Vicepresidenti - Francesco Ferrara - Delia Murer - Lara Ricciatti Tesoriere - Danilo Leva Segretari d'aula - Delia Murer - Lara Ricciatti Delegato d'aula - Francesco Ferrara |
| Nuovo Centrodestra/Alternativa Popolare-Centristi per l'Europa |
| Presidente - Enrico Costa (fino al 1º.03.2014) - Nunzia De Girolamo (fino all'aprile 2015) - Maurizio Lupi Vicepresidenti - Dorina Bianchi - Sergio Pizzolante Tesoriere - Vincenzo Garofalo Comitato direttivo - Antonino Bosco - Paolo Tancredi |
| Noi con l'Italia - Scelta Civica - MAIE |
| Presidente - Francesco Saverio Romano - Giulio Cesare Sottanelli Vicepresidente vicario - Massimo Parisi Vicepresidenti - Ricardo Antonio Merlo - Massimo Parisi - Maria Valentina Vezzali Consiglio direttivo - Angelo Antonio D'Agostino - Monica Faenzi - Giorgio Lainati - Marco Marcolin Tesoriere - Giuseppe Galati Delegato d'aula - Monica Faenzi Portavoce - Ignazio Abrignani - Mariano Rabino |
| Per l'Italia |
| Presidente - Lorenzo Dellai Vicepresidente vicario - Giuseppe De Mita Vicepresidenti - Roberto Capelli - Gea Schirò Planeta Consiglio direttivo - Gian Luigi Gigli Tesorieri - Mario Caruso - Mario Sberna Segretario d'aula e segretario - Domenico Rossi Delegati d'aula - Roberto Capelli - Giuseppe De Mita - Federico Fauttilli - Gian Luigi Gigli - Domenico Rossi - Gea Schirò Planeta |
| Fratelli d'Italia |
| Presidente - Giorgia Meloni (fino al 23.06.2014) - Fabio Rampelli Tesoriere - Pasquale Maietta Delegato d'aula - Achille Totaro |
| Gruppo misto |
| Presidente - Pino Pisicchio Vicepresidenti - Daniel Alfreider - Ricardo Antonio Merlo - Aniello Formisano |

## Ufficio di Presidenza

### Presidente
- Laura Boldrini (Misto, prima SEL)

### Vicepresidenti
- Marina Sereni (PD) (vicaria)
- Roberto Giachetti (PD)
- Luigi Di Maio (M5S)
- Simone Baldelli (FI)

### Questori
- Stefano Dambruoso (CI)
- Paolo Fontanelli (MDP)
- Gregorio Fontana (FI)

### Segretari
- Anna Rossomando (PD)
- Anna Margherita Miotto (PD)
- Caterina Pes (PD)
- Valeria Valente (PD)
- Ferdinando Adornato (AP)
- Raffaello Vignali (AP)
- Riccardo Fraccaro (M5S)
- Claudia Mannino (M5S)
- Manfred Schullian (Misto-Min.Ling.)
- Davide Caparini (LN)
- Annalisa Pannarale (SI)
- Gianni Melilla (MDP)
- Edmondo Cirielli (FdI-AN)

## Composizione storica
| Deputato                       | Circoscrizione                               | Gruppo a inizio legislatura (partito) | Gruppo a inizio legislatura (partito) |
| ------------------------------ | -------------------------------------------- | ------------------------------------- | ------------------------------------- |
| Ignazio Abrignani              | Marche                                       |                                       | Il Popolo della Libertà               |
| Ferdinando Adornato            | Sicilia 1                                    |                                       | Con Monti per l'Italia (UDC)          |
| Donatella Agostinelli          | Marche                                       |                                       | Movimento 5 Stelle                    |
| Luciano Agostini               | Marche                                       |                                       | Partito Democratico                   |
| Roberta Agostini               | Campania 1                                   |                                       | Partito Democratico                   |
| Ferdinando Aiello              | Calabria                                     |                                       | Sinistra Ecologia Libertà             |
| Giorgio Airaudo                | Piemonte 1                                   |                                       | Sinistra Ecologia Libertà             |
| Luisella Albanella             | Sicilia 2                                    |                                       | Partito Democratico                   |
| Dino Alberti                   | Lombardia 2                                  |                                       | Movimento 5 Stelle                    |
| Angelino Alfano                | Piemonte 1                                   |                                       | Il Popolo della Libertà               |
| Gioacchino Alfano              | Campania 1                                   |                                       | Il Popolo della Libertà               |
| Daniel Alfreider               | Trentino-Alto Adige                          |                                       | Gruppo misto/ML (SVP)                 |
| Paolo Alli                     | Lombardia 3                                  |                                       | Il Popolo della Libertà               |
| Maria Amato                    | Abruzzo                                      |                                       | Partito Democratico                   |
| Vincenzo Amendola              | Campania 2                                   |                                       | Partito Democratico                   |
| Sesa Amici                     | Lazio 2                                      |                                       | Partito Democratico                   |
| Sofia Amoddio                  | Sicilia 2                                    |                                       | Partito Democratico                   |
| Antonio Angelucci              | Lombardia 2                                  |                                       | Il Popolo della Libertà               |
| Maria Antezza                  | Basilicata                                   |                                       | Partito Democratico                   |
| Michele Anzaldi                | Emilia-Romagna                               |                                       | Partito Democratico                   |
| Bruno Archi                    | Piemonte 2                                   |                                       | Il Popolo della Libertà               |
| Ileana Argentin                | Lazio 1                                      |                                       | Partito Democratico                   |
| Tiziano Arlotti                | Emilia-Romagna                               |                                       | Partito Democratico                   |
| Massimo Artini                 | Toscana                                      |                                       | Movimento 5 Stelle                    |
| Anna Ascani                    | Umbria                                       |                                       | Partito Democratico                   |
| Angelo Attaguile               | Campania 2                                   |                                       | Lega Nord (MpA)                       |
| Marco Baldassarre              | Toscana                                      |                                       | Movimento 5 Stelle                    |
| Simone Baldelli                | Marche                                       |                                       | Il Popolo della Libertà               |
| Renato Balduzzi                | Piemonte 2                                   |                                       | Con Monti per l'Italia (SC)           |
| Sebastiano Barbanti            | Calabria                                     |                                       | Movimento 5 Stelle                    |
| Pier Paolo Baretta             | Veneto 2                                     |                                       | Partito Democratico                   |
| Cristina Bargero               | Piemonte 2                                   |                                       | Partito Democratico                   |
| Massimo Enrico Baroni          | Lazio 1                                      |                                       | Movimento 5 Stelle                    |
| Davide Baruffi                 | Emilia-Romagna                               |                                       | Partito Democratico                   |
| Tatiana Basilio                | Lombardia 2                                  |                                       | Movimento 5 Stelle                    |
| Lorenzo Basso                  | Liguria                                      |                                       | Partito Democratico                   |
| Demetrio Battaglia             | Calabria                                     |                                       | Partito Democratico                   |
| Sergio Battelli                | Liguria                                      |                                       | Movimento 5 Stelle                    |
| Alfredo Bazoli                 | Lombardia 2                                  |                                       | Partito Democratico                   |
| Eleonora Bechis                | Piemonte 1                                   |                                       | Movimento 5 Stelle                    |
| Teresa Bellanova               | Puglia                                       |                                       | Partito Democratico                   |
| Gianluca Benamati              | Piemonte 2                                   |                                       | Partito Democratico                   |
| Silvia Benedetti               | Veneto 1                                     |                                       | Movimento 5 Stelle                    |
| Paolo Beni                     | Toscana                                      |                                       | Partito Democratico                   |
| Deborah Bergamini              | Emilia-Romagna                               |                                       | Il Popolo della Libertà               |
| Marina Berlinghieri            | Lombardia 2                                  |                                       | Partito Democratico                   |
| Maurizio Bernardo              | Lombardia 1                                  |                                       | Il Popolo della Libertà               |
| Massimiliano Bernini           | Lazio 2                                      |                                       | Movimento 5 Stelle                    |
| Paolo Bernini                  | Emilia-Romagna                               |                                       | Movimento 5 Stelle                    |
| Giuseppe Berretta              | Sicilia 2                                    |                                       | Partito Democratico                   |
| Pier Luigi Bersani             | Lombardia 1                                  |                                       | Partito Democratico                   |
| Dorina Bianchi                 | Calabria                                     |                                       | Il Popolo della Libertà               |
| Mariastella Bianchi            | Marche                                       |                                       | Partito Democratico                   |
| Nicola Bianchi                 | Sardegna                                     |                                       | Movimento 5 Stelle                    |
| Michaela Biancofiore           | Trentino-Alto Adige                          |                                       | Il Popolo della Libertà               |
| Maurizio Bianconi              | Toscana                                      |                                       | Il Popolo della Libertà               |
| Sandro Biasotti                | Liguria                                      |                                       | Il Popolo della Libertà               |
| Matteo Biffoni                 | Toscana                                      |                                       | Partito Democratico                   |
| Rosy Bindi                     | Calabria                                     |                                       | Partito Democratico                   |
| Paola Binetti                  | Lazio 1                                      |                                       | Con Monti per l'Italia (UDC)          |
| Caterina Bini                  | Toscana                                      |                                       | Partito Democratico                   |
| Franca Biondelli               | Piemonte 2                                   |                                       | Partito Democratico                   |
| Tamara Blažina                 | Friuli-Venezia Giulia                        |                                       | Partito Democratico                   |
| Luigi Bobba                    | Piemonte 2                                   |                                       | Partito Democratico                   |
| Sergio Boccadutri              | Lazio 1                                      |                                       | Sinistra Ecologia Libertà             |
| Gianpiero Bocci                | Umbria                                       |                                       | Partito Democratico                   |
| Francesco Boccia               | Puglia                                       |                                       | Partito Democratico                   |
| Antonio Boccuzzi               | Piemonte 1                                   |                                       | Partito Democratico                   |
| Laura Boldrini                 | Sicilia 2                                    |                                       | Sinistra Ecologia Libertà             |
| Paolo Bolognesi                | Emilia-Romagna                               |                                       | Partito Democratico                   |
| Alberto Bombassei              | Lombardia 2                                  |                                       | Con Monti per l'Italia (SC)           |
| Lorenza Bonaccorsi             | Lazio 1                                      |                                       | Partito Democratico                   |
| Simona Bonafè                  | Lombardia 2                                  |                                       | Partito Democratico                   |
| Alfonso Bonafede               | Toscana                                      |                                       | Movimento 5 Stelle                    |
| Fulvio Bonavitacola            | Campania 2                                   |                                       | Partito Democratico                   |
| Francesco Bonifazi             | Piemonte 2                                   |                                       | Partito Democratico                   |
| Francesca Bonomo               | Piemonte 1                                   |                                       | Partito Democratico                   |
| Franco Bordo                   | Lombardia 3                                  |                                       | Sinistra Ecologia Libertà             |
| Michele Bordo                  | Puglia                                       |                                       | Partito Democratico                   |
| Mario Borghese                 | Estero - America meridionale                 |                                       | Gruppo misto/MAIE                     |
| Stefano Borghesi               | Lombardia 2                                  |                                       | Lega Nord                             |
| Enrico Borghi                  | Piemonte 2                                   |                                       | Partito Democratico                   |
| Ilaria Borletti Buitoni        | Lombardia 1                                  |                                       | Con Monti per l'Italia (SC)           |
| Maria Elena Boschi             | Toscana                                      |                                       | Partito Democratico                   |
| Antonino Bosco                 | Sicilia 1                                    |                                       | Il Popolo della Libertà               |
| Luisa Bossa                    | Campania 1                                   |                                       | Partito Democratico                   |
| Umberto Bossi                  | Lombardia 2                                  |                                       | Lega Nord                             |
| Vincenza Bruno Bossio          | Calabria                                     |                                       | Partito Democratico                   |
| Chiara Braga                   | Lombardia 2                                  |                                       | Partito Democratico                   |
| Matteo Bragantini              | Veneto 1                                     |                                       | Lega Nord                             |
| Paola Bragantini               | Piemonte 1                                   |                                       | Partito Democratico                   |
| Michela Vittoria Brambilla     | Emilia-Romagna                               |                                       | Il Popolo della Libertà               |
| Giorgio Brandolin              | Friuli-Venezia Giulia                        |                                       | Partito Democratico                   |
| Alessandro Bratti              | Emilia-Romagna                               |                                       | Partito Democratico                   |
| Massimo Bray                   | Puglia                                       |                                       | Partito Democratico                   |
| Giuseppe Brescia               | Puglia                                       |                                       | Movimento 5 Stelle                    |
| Gianclaudio Bressa             | Trentino-Alto Adige                          |                                       | Partito Democratico                   |
| Marco Brugnerotto              | Veneto 1                                     |                                       | Movimento 5 Stelle                    |
| Renato Brunetta                | Veneto 2                                     |                                       | Il Popolo della Libertà               |
| Franco Bruno                   | Calabria                                     |                                       | Gruppo misto/Non iscritti (ApI)       |
| Renata Bueno                   | Estero - America meridionale                 |                                       | Gruppo misto/MAIE (USEI)              |
| Gianluca Buonanno              | Piemonte 2                                   |                                       | Lega Nord                             |
| Filippo Busin                  | Veneto 1                                     |                                       | Lega Nord                             |
| Francesca Businarolo           | Veneto 1                                     |                                       | Movimento 5 Stelle                    |
| Mirko Busto                    | Piemonte 2                                   |                                       | Movimento 5 Stelle                    |
| Rocco Buttiglione              | Campania 1                                   |                                       | Con Monti per l'Italia (UDC)          |
| Annagrazia Calabria            | Piemonte 1                                   |                                       | Il Popolo della Libertà               |
| Raffaele Calabrò               | Campania 1                                   |                                       | Il Popolo della Libertà               |
| Micaela Campana                | Lazio 1                                      |                                       | Partito Democratico                   |
| Azzurra Cancelleri             | Sicilia 1                                    |                                       | Movimento 5 Stelle                    |
| Emanuele Cani                  | Sardegna                                     |                                       | Partito Democratico                   |
| Roberto Caon                   | Veneto 1                                     |                                       | Lega Nord                             |
| Davide Carlo Caparini          | Lombardia 2                                  |                                       | Lega Nord                             |
| Roberto Capelli                | Sardegna                                     |                                       | Gruppo misto/CD                       |
| Daniele Capezzone              | Piemonte 1                                   |                                       | Il Popolo della Libertà               |
| Angelo Capodicasa              | Sicilia 1                                    |                                       | Partito Democratico                   |
| Salvatore Capone               | Puglia                                       |                                       | Partito Democratico                   |
| Sabrina Capozzolo              | Campania 2                                   |                                       | Partito Democratico                   |
| Ilaria Capua                   | Veneto 1                                     |                                       | Con Monti per l'Italia (SC)           |
| Ernesto Carbone                | Lombardia 1                                  |                                       | Partito Democratico                   |
| Daniela Cardinale              | Sicilia 1                                    |                                       | Partito Democratico                   |
| Renzo Carella                  | Lazio 1                                      |                                       | Partito Democratico                   |
| Mara Carfagna                  | Campania 2                                   |                                       | Il Popolo della Libertà               |
| Francesco Cariello             | Puglia                                       |                                       | Movimento 5 Stelle                    |
| Paola Carinelli                | Lombardia 1                                  |                                       | Movimento 5 Stelle                    |
| Elena Carnevali                | Lombardia 2                                  |                                       | Partito Democratico                   |
| Mara Carocci                   | Liguria                                      |                                       | Partito Democratico                   |
| Marco Carra                    | Lombardia 3                                  |                                       | Partito Democratico                   |
| Piergiorgio Carrescia          | Marche                                       |                                       | Partito Democratico                   |
| Maria Chiara Carrozza          | Toscana                                      |                                       | Partito Democratico                   |
| Mario Caruso                   | Estero - Europa                              |                                       | Con Monti per l'Italia (FLI)          |
| Ezio Casati                    | Lombardia 1                                  |                                       | Partito Democratico                   |
| Floriana Casellato             | Veneto 2                                     |                                       | Partito Democratico                   |
| Luigi Casero                   | Lombardia 1                                  |                                       | Il Popolo della Libertà               |
| Vincenzo Caso                  | Lombardia 1                                  |                                       | Movimento 5 Stelle                    |
| Franco Cassano                 | Puglia                                       |                                       | Partito Democratico                   |
| Laura Castelli                 | Piemonte 1                                   |                                       | Movimento 5 Stelle                    |
| Giuseppina Castiello           | Campania 1                                   |                                       | Il Popolo della Libertà               |
| Giuseppe Castiglione           | Sicilia 2                                    |                                       | Il Popolo della Libertà               |
| Antonio Castricone             | Abruzzo                                      |                                       | Partito Democratico                   |
| Ivan Catalano                  | Lombardia 2                                  |                                       | Movimento 5 Stelle                    |
| Mario Catania                  | Veneto 1                                     |                                       | Con Monti per l'Italia (UDC)          |
| Francesco Catanoso Genoese     | Sicilia 2                                    |                                       | Il Popolo della Libertà               |
| Marco Causi                    | Sicilia 1                                    |                                       | Partito Democratico                   |
| Andrea Causin                  | Veneto 2                                     |                                       | Con Monti per l'Italia (SC)           |
| Andrea Cecconi                 | Marche                                       |                                       | Movimento 5 Stelle                    |
| Susanna Cenni                  | Toscana                                      |                                       | Partito Democratico                   |
| Bruno Censore                  | Calabria                                     |                                       | Partito Democratico                   |
| Elena Centemero                | Lombardia 1                                  |                                       | Il Popolo della Libertà               |
| Angelo Cera                    | Puglia                                       |                                       | Con Monti per l'Italia (UDC)          |
| Lorenzo Cesa                   | Calabria                                     |                                       | Con Monti per l'Italia (UDC)          |
| Antimo Cesaro                  | Campania 2                                   |                                       | Con Monti per l'Italia (SC)           |
| Luigi Cesaro                   | Campania 1                                   |                                       | Il Popolo della Libertà               |
| Khalid Chaouchi                | Campania 2                                   |                                       | Partito Democratico                   |
| Gianfranco Giovanni Chiarelli  | Puglia                                       |                                       | Il Popolo della Libertà               |
| Silvia Chimienti               | Piemonte 1                                   |                                       | Movimento 5 Stelle                    |
| Fabrizio Cicchitto             | Lazio 1                                      |                                       | Il Popolo della Libertà               |
| Salvatore Cicu                 | Sardegna                                     |                                       | Il Popolo della Libertà               |
| Eleonora Cimbro                | Lombardia 1                                  |                                       | Partito Democratico                   |
| Luciano Cimmino                | Campania 1                                   |                                       | Con Monti per l'Italia (SC)           |
| Tiziana Ciprini                | Umbria                                       |                                       | Movimento 5 Stelle                    |
| Edmondo Cirielli               | Campania 2                                   |                                       | Fratelli d'Italia                     |
| Giuseppe Civati                | Lombardia 1                                  |                                       | Partito Democratico                   |
| Laura Coccia                   | Campania 2                                   |                                       | Partito Democratico                   |
| Matteo Colaninno               | Lombardia 3                                  |                                       | Partito Democratico                   |
| Andrea Colletti                | Abruzzo                                      |                                       | Movimento 5 Stelle                    |
| Vega Colonnese                 | Campania 1                                   |                                       | Movimento 5 Stelle                    |
| Claudio Cominardi              | Lombardia 2                                  |                                       | Movimento 5 Stelle                    |
| Miriam Cominelli               | Lombardia 2                                  |                                       | Partito Democratico                   |
| Paolo Coppola                  | Friuli-Venezia Giulia                        |                                       | Partito Democratico                   |
| Emanuela Corda                 | Sardegna                                     |                                       | Movimento 5 Stelle                    |
| Massimo Corsaro                | Lombardia 1                                  |                                       | Fratelli d'Italia                     |
| Maria Coscia                   | Lazio 1                                      |                                       | Partito Democratico                   |
| Enrico Costa                   | Piemonte 2                                   |                                       | Il Popolo della Libertà               |
| Celeste Costantino             | Piemonte 1                                   |                                       | Sinistra Ecologia Libertà             |
| Roberto Cota                   | Piemonte 1                                   |                                       | Lega Nord                             |
| Paolo Cova                     | Lombardia 1                                  |                                       | Partito Democratico                   |
| Stefania Covello               | Calabria                                     |                                       | Partito Democratico                   |
| Emanuele Cozzolino             | Veneto 2                                     |                                       | Movimento 5 Stelle                    |
| Filippo Crimì                  | Veneto 1                                     |                                       | Partito Democratico                   |
| Rocco Crimi                    | Lazio 2                                      |                                       | Il Popolo della Libertà               |
| Davide Crippa                  | Piemonte 2                                   |                                       | Movimento 5 Stelle                    |
| Diego Crivellari               | Veneto 1                                     |                                       | Partito Democratico                   |
| Magda Culotta                  | Sicilia 1                                    |                                       | Partito Democratico                   |
| Giovanni Cuperlo               | Lazio 1                                      |                                       | Partito Democratico                   |
| Tommaso Currò                  | Sicilia 2                                    |                                       | Movimento 5 Stelle                    |
| Marco Da Villa                 | Veneto 2                                     |                                       | Movimento 5 Stelle                    |
| Fabiana Dadone                 | Piemonte 2                                   |                                       | Movimento 5 Stelle                    |
| Federica Daga                  | Lazio 1                                      |                                       | Movimento 5 Stelle                    |
| Angelo Antonio D'Agostino      | Campania 2                                   |                                       | Con Monti per l'Italia (SC)           |
| Gian Pietro Dal Moro           | Veneto 1                                     |                                       | Partito Democratico                   |
| Luca D'Alessandro              | Campania 2                                   |                                       | Il Popolo della Libertà               |
| Gianpiero D'Alia               | Sicilia 2                                    |                                       | Con Monti per l'Italia (UDC)          |
| Luigi Dallai                   | Toscana                                      |                                       | Partito Democratico                   |
| Matteo Dall'Osso               | Emilia-Romagna                               |                                       | Movimento 5 Stelle                    |
| Giuseppe D'Ambrosio            | Puglia                                       |                                       | Movimento 5 Stelle                    |
| Stefano Dambruoso              | Lombardia 1                                  |                                       | Con Monti per l'Italia (SC)           |
| Cesare Damiano                 | Piemonte 1                                   |                                       | Partito Democratico                   |
| Vincenzo D'Arienzo             | Veneto 1                                     |                                       | Partito Democratico                   |
| Alfredo D'Attorre              | Calabria                                     |                                       | Partito Democratico                   |
| Nunzia De Girolamo             | Campania 2                                   |                                       | Il Popolo della Libertà               |
| Diego De Lorenzis              | Puglia                                       |                                       | Movimento 5 Stelle                    |
| Andrea De Maria                | Emilia-Romagna                               |                                       | Partito Democratico                   |
| Roger De Menech                | Veneto 2                                     |                                       | Partito Democratico                   |
| Paola De Micheli               | Emilia-Romagna                               |                                       | Partito Democratico                   |
| Giuseppe De Mita               | Campania 2                                   |                                       | Con Monti per l'Italia (UDC)          |
| Massimo De Rosa                | Lombardia 1                                  |                                       | Movimento 5 Stelle                    |
| Antonio Decaro                 | Puglia                                       |                                       | Partito Democratico                   |
| Umberto Del Basso De Caro      | Campania 2                                   |                                       | Partito Democratico                   |
| Daniele Del Grosso             | Abruzzo                                      |                                       | Movimento 5 Stelle                    |
| Ivan Della Valle               | Piemonte 1                                   |                                       | Movimento 5 Stelle                    |
| Lorenzo Dellai                 | Trentino-Alto Adige                          |                                       | Con Monti per l'Italia (SC/UpT)       |
| Carlo Dell'Aringa              | Lombardia 2                                  |                                       | Partito Democratico                   |
| Michele Dell'Orco              | Emilia-Romagna                               |                                       | Movimento 5 Stelle                    |
| Alessandro Di Battista         | Lazio 1                                      |                                       | Movimento 5 Stelle                    |
| Chiara Di Benedetto            | Sicilia 1                                    |                                       | Movimento 5 Stelle                    |
| Lello Di Gioia                 | Sardegna                                     |                                       | Gruppo misto/PSI                      |
| Marco Di Lello                 | Campania 1                                   |                                       | Gruppo misto/PSI                      |
| Luigi Di Maio                  | Campania 1                                   |                                       | Movimento 5 Stelle                    |
| Marco Di Maio                  | Emilia-Romagna                               |                                       | Partito Democratico                   |
| Titti Di Salvo                 | Lombardia 2                                  |                                       | Sinistra Ecologia Libertà             |
| Fabrizio Di Stefano            | Abruzzo                                      |                                       | Il Popolo della Libertà               |
| Manlio Di Stefano              | Lombardia 1                                  |                                       | Movimento 5 Stelle                    |
| Giulia Di Vita                 | Sicilia 1                                    |                                       | Movimento 5 Stelle                    |
| Federica Dieni                 | Calabria                                     |                                       | Movimento 5 Stelle                    |
| Federico D'Incà                | Veneto 2                                     |                                       | Movimento 5 Stelle                    |
| Vittoria D'Incecco             | Abruzzo                                      |                                       | Partito Democratico                   |
| Antonio Distaso                | Puglia                                       |                                       | Il Popolo della Libertà               |
| Marco Donati                   | Toscana                                      |                                       | Partito Democratico                   |
| Umberto D'Ottavio              | Piemonte 1                                   |                                       | Partito Democratico                   |
| Donatella Duranti              | Puglia                                       |                                       | Sinistra Ecologia Libertà             |
| Francesco D'Uva                | Sicilia 2                                    |                                       | Movimento 5 Stelle                    |
| Guglielmo Epifani              | Campania 1                                   |                                       | Partito Democratico                   |
| David Ermini                   | Toscana                                      |                                       | Partito Democratico                   |
| Marilena Fabbri                | Emilia-Romagna                               |                                       | Partito Democratico                   |
| Monica Faenzi                  | Toscana                                      |                                       | Il Popolo della Libertà               |
| Luigi Famiglietti              | Campania 2                                   |                                       | Partito Democratico                   |
| Mattia Fantinati               | Veneto 1                                     |                                       | Movimento 5 Stelle                    |
| Edoardo Fanucci                | Toscana                                      |                                       | Partito Democratico                   |
| Davide Faraone                 | Sicilia 1                                    |                                       | Partito Democratico                   |
| Daniele Farina                 | Lombardia 1                                  |                                       | Sinistra Ecologia Libertà             |
| Gianni Farina                  | Estero - Europa                              |                                       | Partito Democratico                   |
| Stefano Fassina                | Lazio 1                                      |                                       | Partito Democratico                   |
| Federico Fauttilli             | Lazio 2                                      |                                       | Con Monti per l'Italia (SC)           |
| Claudio Fava                   | Lombardia 1                                  |                                       | Sinistra Ecologia Libertà             |
| Giovanni Fava                  | Lombardia 3                                  |                                       | Lega Nord                             |
| Marco Fedi                     | Estero - Africa – Asia – Oceania - Antartide |                                       | Partito Democratico                   |
| Massimiliano Fedriga           | Friuli-Venezia Giulia                        |                                       | Lega Nord                             |
| Donatella Ferranti             | Lazio 2                                      |                                       | Partito Democratico                   |
| Francesco Ferrara              | Emilia-Romagna                               |                                       | Sinistra Ecologia Libertà             |
| Vittorio Ferraresi             | Emilia-Romagna                               |                                       | Movimento 5 Stelle                    |
| Alan Ferrari                   | Lombardia 3                                  |                                       | Partito Democratico                   |
| Andrea Ferro                   | Lazio 1                                      |                                       | Partito Democratico                   |
| Emanuele Fiano                 | Lombardia 1                                  |                                       | Partito Democratico                   |
| Roberto Fico                   | Campania 1                                   |                                       | Movimento 5 Stelle                    |
| Massimo Fiorio                 | Piemonte 2                                   |                                       | Partito Democratico                   |
| Giuseppe Fioroni               | Lazio 2                                      |                                       | Partito Democratico                   |
| Raffaele Fitto                 | Puglia                                       |                                       | Il Popolo della Libertà               |
| Vincenzo Folino                | Basilicata                                   |                                       | Partito Democratico                   |
| Cinzia Fontana                 | Lombardia 3                                  |                                       | Partito Democratico                   |
| Gregorio Fontana               | Lombardia 2                                  |                                       | Il Popolo della Libertà               |
| Paolo Fontanelli               | Toscana                                      |                                       | Partito Democratico                   |
| Aniello Formisano              | Campania 1                                   |                                       | Gruppo misto/CD                       |
| Filippo Fossati                | Toscana                                      |                                       | Partito Democratico                   |
| Riccardo Fraccaro              | Trentino-Alto Adige                          |                                       | Movimento 5 Stelle                    |
| Gian Mario Fragomeli           | Lombardia 2                                  |                                       | Partito Democratico                   |
| Dario Franceschini             | Emilia-Romagna                               |                                       | Partito Democratico                   |
| Nicola Fratoianni              | Puglia                                       |                                       | Sinistra Ecologia Libertà             |
| Silvia Fregolent               | Piemonte 1                                   |                                       | Partito Democratico                   |
| Luca Frusone                   | Lazio 2                                      |                                       | Movimento 5 Stelle                    |
| Benedetto Francesco Fucci      | Puglia                                       |                                       | Il Popolo della Libertà               |
| Alessandro Furnari             | Puglia                                       |                                       | Movimento 5 Stelle                    |
| Maria Chiara Gadda             | Lombardia 2                                  |                                       | Partito Democratico                   |
| Chiara Gagnarli                | Toscana                                      |                                       | Movimento 5 Stelle                    |
| Giancarlo Galan                | Veneto 1                                     |                                       | Il Popolo della Libertà               |
| Giuseppe Galati                | Calabria                                     |                                       | Il Popolo della Libertà               |
| Adriana Galgano                | Umbria                                       |                                       | Con Monti per l'Italia (SC)           |
| Carlo Galli                    | Emilia-Romagna                               |                                       | Partito Democratico                   |
| Giampaolo Galli                | Lombardia 1                                  |                                       | Partito Democratico                   |
| Filippo Gallinella             | Umbria                                       |                                       | Movimento 5 Stelle                    |
| Luigi Gallo                    | Campania 1                                   |                                       | Movimento 5 Stelle                    |
| Riccardo Gallo                 | Sicilia 1                                    |                                       | Il Popolo della Libertà               |
| Guido Galperti                 | Lombardia 2                                  |                                       | Partito Democratico                   |
| Paolo Gandolfi                 | Emilia-Romagna                               |                                       | Partito Democratico                   |
| Laura Garavini                 | Estero - Europa                              |                                       | Partito Democratico                   |
| Vincenzo Garofalo              | Sicilia 2                                    |                                       | Il Popolo della Libertà               |
| Francesco Saverio Garofani     | Lazio 1                                      |                                       | Partito Democratico                   |
| Enrico Gasbarra                | Lazio 1                                      |                                       | Partito Democratico                   |
| Daniela Gasparini              | Lombardia 1                                  |                                       | Partito Democratico                   |
| Renate Gebhard                 | Trentino-Alto Adige                          |                                       | Gruppo misto/ML (SVP)                 |
| Federico Gelli                 | Toscana                                      |                                       | Partito Democratico                   |
| Mariastella Gelmini            | Lombardia 2                                  |                                       | Il Popolo della Libertà               |
| Francantonio Genovese          | Sicilia 2                                    |                                       | Partito Democratico                   |
| Paolo Gentiloni Silveri        | Lazio 1                                      |                                       | Partito Democratico                   |
| Manuela Ghizzoni               | Emilia-Romagna                               |                                       | Partito Democratico                   |
| Roberto Giachetti              | Lazio 1                                      |                                       | Partito Democratico                   |
| Anna Giacobbe                  | Liguria                                      |                                       | Partito Democratico                   |
| Antonello Giacomelli           | Toscana                                      |                                       | Partito Democratico                   |
| Sestino Giacomoni              | Lazio 1                                      |                                       | Il Popolo della Libertà               |
| Gabriella Giammanco            | Sicilia 1                                    |                                       | Il Popolo della Libertà               |
| Gian Luigi Gigli               | Friuli-Venezia Giulia                        |                                       | Con Monti per l'Italia (SC)           |
| Federico Ginato                | Veneto 1                                     |                                       | Partito Democratico                   |
| Dario Ginefra                  | Puglia                                       |                                       | Partito Democratico                   |
| Tommaso Ginoble                | Abruzzo                                      |                                       | Partito Democratico                   |
| Giancarlo Giordano             | Campania 2                                   |                                       | Sinistra Ecologia Libertà             |
| Silvia Giordano                | Campania 2                                   |                                       | Movimento 5 Stelle                    |
| Alberto Giorgetti              | Veneto 1                                     |                                       | Il Popolo della Libertà               |
| Giancarlo Giorgetti            | Lombardia 2                                  |                                       | Lega Nord                             |
| Andrea Giorgis                 | Piemonte 1                                   |                                       | Partito Democratico                   |
| Gregorio Gitti                 | Lombardia 2                                  |                                       | Con Monti per l'Italia (SC)           |
| Giampiero Giuletti             | Umbria                                       |                                       | Partito Democratico                   |
| Fabrizia Giuliani              | Lombardia 1                                  |                                       | Partito Democratico                   |
| Maria Luisa Gnecchi            | Trentino-Alto Adige                          |                                       | Partito Democratico                   |
| Sandro Gozi                    | Lombardia 2                                  |                                       | Partito Democratico                   |
| Marta Grande                   | Lazio 1                                      |                                       | Movimento 5 Stelle                    |
| Gero Grassi                    | Puglia                                       |                                       | Partito Democratico                   |
| Maria Gaetana Greco            | Sicilia 2                                    |                                       | Partito Democratico                   |
| Monica Gregori                 | Lazio 1                                      |                                       | Partito Democratico                   |
| Chiara Gribaudo                | Piemonte 2                                   |                                       | Partito Democratico                   |
| Giulia Grillo                  | Sicilia 2                                    |                                       | Movimento 5 Stelle                    |
| Paolo Grimoldi                 | Lombardia 1                                  |                                       | Lega Nord                             |
| Giuseppe Guerini               | Lombardia 2                                  |                                       | Partito Democratico                   |
| Lorenzo Guerini                | Lombardia 3                                  |                                       | Partito Democratico                   |
| Mauro Guerra                   | Lombardia 2                                  |                                       | Partito Democratico                   |
| Itzhak Yoram Gutgeld           | Abruzzo                                      |                                       | Partito Democratico                   |
| Maria Iacono                   | Sicilia 1                                    |                                       | Partito Democratico                   |
| Cristian Iannuzzi              | Lazio 2                                      |                                       | Movimento 5 Stelle                    |
| Tino Iannuzzi                  | Campania 2                                   |                                       | Partito Democratico                   |
| Leonardo Impegno               | Campania 1                                   |                                       | Partito Democratico                   |
| Antonella Incerti              | Emilia-Romagna                               |                                       | Partito Democratico                   |
| Cristian Invernizzi            | Lombardia 2                                  |                                       | Lega Nord                             |
| Vanna Iori                     | Emilia-Romagna                               |                                       | Partito Democratico                   |
| Florian Kronbichler            | Trentino-Alto Adige                          |                                       | Sinistra Ecologia Libertà             |
| Cécile Kyenge                  | Emilia-Romagna                               |                                       | Partito Democratico                   |
| Francesca La Marca             | Estero - America settentrionale e centrale   |                                       | Partito Democratico                   |
| Ignazio La Russa               | Puglia                                       |                                       | Fratelli d'Italia                     |
| Giuseppe L'Abbate              | Puglia                                       |                                       | Movimento 5 Stelle                    |
| Vincenza Labriola              | Puglia                                       |                                       | Movimento 5 Stelle                    |
| Luigi Lacquaniti               | Lombardia 2                                  |                                       | Sinistra Ecologia Libertà             |
| Pietro Laffranco               | Umbria                                       |                                       | Il Popolo della Libertà               |
| Francesco Laforgia             | Lombardia 1                                  |                                       | Partito Democratico                   |
| Giorgio Lainati                | Liguria                                      |                                       | Il Popolo della Libertà               |
| Cosimo Latronico               | Basilicata                                   |                                       | Il Popolo della Libertà               |
| Enzo Lattuca                   | Emilia-Romagna                               |                                       | Partito Democratico                   |
| Giuseppe Lauricella            | Sicilia 2                                    |                                       | Partito Democratico                   |
| Fabio Lavagno                  | Piemonte 2                                   |                                       | Sinistra Ecologia Libertà             |
| Giovanni Legnini               | Abruzzo                                      |                                       | Partito Democratico                   |
| Donata Lenzi                   | Emilia-Romagna                               |                                       | Partito Democratico                   |
| Antonio Leone                  | Puglia                                       |                                       | Il Popolo della Libertà               |
| Marta Leonori                  | Lazio 1                                      |                                       | Partito Democratico                   |
| Enrico Letta                   | Marche                                       |                                       | Partito Democratico                   |
| Danilo Leva                    | Molise                                       |                                       | Partito Democratico                   |
| Gianfranco Librandi            | Lombardia 1                                  |                                       | Con Monti per l'Italia (SC)           |
| Mirella Liuzzi                 | Basilicata                                   |                                       | Movimento 5 Stelle                    |
| Carmelo Lo Monte               | Sicilia 2                                    |                                       | Gruppo misto/CD                       |
| Pia Locatelli                  | Lombardia 1                                  |                                       | Gruppo misto/PSI                      |
| Emanuele Lodolini              | Marche                                       |                                       | Partito Democratico                   |
| Roberta Lombardi               | Lazio 1                                      |                                       | Movimento 5 Stelle                    |
| Piero Longo                    | Veneto 1                                     |                                       | Il Popolo della Libertà               |
| Marialucia Lorefice            | Sicilia 2                                    |                                       | Movimento 5 Stelle                    |
| Beatrice Lorenzin              | Lazio 1                                      |                                       | Il Popolo della Libertà               |
| Alberto Losacco                | Puglia                                       |                                       | Partito Democratico                   |
| Luca Lotti                     | Toscana                                      |                                       | Partito Democratico                   |
| Maurizio Lupi                  | Lombardia 1                                  |                                       | Il Popolo della Libertà               |
| Loredana Lupo                  | Sicilia 1                                    |                                       | Movimento 5 Stelle                    |
| Maria Anna Madia               | Lazio 1                                      |                                       | Partito Democratico                   |
| Patrizia Maestri               | Emilia-Romagna                               |                                       | Partito Democratico                   |
| Ernesto Magorno                | Calabria                                     |                                       | Partito Democratico                   |
| Pasquale Maietta               | Lazio 2                                      |                                       | Fratelli d'Italia                     |
| Gianna Malisani                | Friuli-Venezia Giulia                        |                                       | Partito Democratico                   |
| Simona Malpezzi                | Lombardia 1                                  |                                       | Partito Democratico                   |
| Andrea Manciulli               | Toscana                                      |                                       | Partito Democratico                   |
| Massimiliano Manfredi          | Campania 1                                   |                                       | Partito Democratico                   |
| Claudia Mannino                | Sicilia 1                                    |                                       | Movimento 5 Stelle                    |
| Matteo Mantero                 | Liguria                                      |                                       | Movimento 5 Stelle                    |
| Irene Manzi                    | Marche                                       |                                       | Partito Democratico                   |
| Daniele Marantelli             | Lombardia 2                                  |                                       | Partito Democratico                   |
| Mario Marazziti                | Lazio 1                                      |                                       | Con Monti per l'Italia (SC)           |
| Marco Marchetti                | Marche                                       |                                       | Partito Democratico                   |
| Maino Marchi                   | Emilia-Romagna                               |                                       | Partito Democratico                   |
| Marco Marcolin                 | Veneto 2                                     |                                       | Lega Nord                             |
| Giulio Marcon                  | Veneto 2                                     |                                       | Sinistra Ecologia Libertà             |
| Rudi Franco Marguerettaz       | Valled'Aosta                                 |                                       | Lega Nord (VDA)                       |
| Raffaella Mariani              | Liguria                                      |                                       | Partito Democratico                   |
| Elisa Mariano                  | Puglia                                       |                                       | Partito Democratico                   |
| Antonio Marotta                | Campania 1                                   |                                       | Il Popolo della Libertà               |
| Siro Marrocu                   | Sardegna                                     |                                       | Partito Democratico                   |
| Umberto Marroni                | Lazio 1                                      |                                       | Partito Democratico                   |
| Andrea Martella                | Veneto 2                                     |                                       | Partito Democratico                   |
| Giovanna Martelli              | Lombardia 3                                  |                                       | Partito Democratico                   |
| Roberto Marti                  | Puglia                                       |                                       | Il Popolo della Libertà               |
| Marco Martinelli               | Toscana                                      |                                       | Il Popolo della Libertà               |
| Antonio Martino                | Sicilia 2                                    |                                       | Il Popolo della Libertà               |
| Pierdomenico Martino           | Lazio 2                                      |                                       | Partito Democratico                   |
| Maria Marzana                  | Sicilia 2                                    |                                       | Movimento 5 Stelle                    |
| Michela Marzano                | Lombardia 1                                  |                                       | Partito Democratico                   |
| Toni Matarrelli                | Puglia                                       |                                       | Sinistra Ecologia Libertà             |
| Salvatore Matarrese            | Puglia                                       |                                       | Con Monti per l'Italia (SC)           |
| Davide Mattiello               | Piemonte 1                                   |                                       | Partito Democratico                   |
| Matteo Mauri                   | Lombardia 1                                  |                                       | Partito Democratico                   |
| Andrea Mazziotti di Celso      | Lombardia 3                                  |                                       | Con Monti per l'Italia (SC)           |
| Alessandro Mazzoli             | Lazio 2                                      |                                       | Partito Democratico                   |
| Generoso Melilla               | Abruzzo                                      |                                       | Sinistra Ecologia Libertà             |
| Fabio Melilli                  | Lazio 2                                      |                                       | Partito Democratico                   |
| Giorgia Meloni                 | Lombardia 3                                  |                                       | Fratelli d'Italia                     |
| Marco Meloni                   | Liguria                                      |                                       | Partito Democratico                   |
| Ricardo Antonio Merlo          | Estero - America meridionale                 |                                       | Gruppo misto/MAIE                     |
| Michele Pompeo Meta            | Lazio 1                                      |                                       | Partito Democratico                   |
| Marco Miccoli                  | Lazio 1                                      |                                       | Partito Democratico                   |
| Salvatore Micillo              | Campania 1                                   |                                       | Movimento 5 Stelle                    |
| Gennaro Migliore               | Campania 1                                   |                                       | Sinistra Ecologia Libertà             |
| Lorena Milanato                | Veneto 1                                     |                                       | Il Popolo della Libertà               |
| Antonino Minardo               | Sicilia 2                                    |                                       | Il Popolo della Libertà               |
| Anna Margherita Miotto         | Veneto 1                                     |                                       | Partito Democratico                   |
| Antonio Misiani                | Lombardia 2                                  |                                       | Partito Democratico                   |
| Dore Misuraca                  | Sicilia 1                                    |                                       | Il Popolo della Libertà               |
| Federica Mogherini             | Emilia-Romagna                               |                                       | Partito Democratico                   |
| Michele Mognato                | Veneto 2                                     |                                       | Partito Democratico                   |
| Bruno Molea                    | Emilia-Romagna                               |                                       | Con Monti per l'Italia (SC)           |
| Nicola Molteni                 | Lombardia 2                                  |                                       | Lega Nord                             |
| Franco Monaco                  | Lombardia 1                                  |                                       | Partito Democratico                   |
| Giovanni Monchiero             | Piemonte 1                                   |                                       | Con Monti per l'Italia (SC)           |
| Colomba Mongiello              | Puglia                                       |                                       | Partito Democratico                   |
| Daniele Montroni               | Emilia-Romagna                               |                                       | Partito Democratico                   |
| Alessia Morani                 | Marche                                       |                                       | Partito Democratico                   |
| Roberto Morassut               | Lazio 1                                      |                                       | Partito Democratico                   |
| Alessandra Moretti             | Veneto 1                                     |                                       | Partito Democratico                   |
| Sara Moretto                   | Veneto 2                                     |                                       | Partito Democratico                   |
| Alessia Mosca                  | Lombardia 1                                  |                                       | Partito Democratico                   |
| Antonino Moscatt               | Sicilia 1                                    |                                       | Partito Democratico                   |
| Giovanni Mottola               | Emilia-Romagna                               |                                       | Il Popolo della Libertà               |
| Mara Mucci                     | Emilia-Romagna                               |                                       | Movimento 5 Stelle                    |
| Romina Mura                    | Sardegna                                     |                                       | Partito Democratico                   |
| Delia Murer                    | Veneto 2                                     |                                       | Partito Democratico                   |
| Alessandro Naccarato           | Veneto 1                                     |                                       | Partito Democratico                   |
| Dario Nardella                 | Toscana                                      |                                       | Partito Democratico                   |
| Martina Nardi                  | Toscana                                      |                                       | Sinistra Ecologia Libertà             |
| Giulia Narduolo                | Veneto 1                                     |                                       | Partito Democratico                   |
| Gaetano Nastri                 | Piemonte 2                                   |                                       | Fratelli d'Italia                     |
| Dalila Nesci                   | Calabria                                     |                                       | Movimento 5 Stelle                    |
| Edoardo Nesi                   | Toscana                                      |                                       | Con Monti per l'Italia (SC)           |
| Marisa Nicchi                  | Toscana                                      |                                       | Sinistra Ecologia Libertà             |
| Michele Nicoletti              | Trentino-Alto Adige                          |                                       | Partito Democratico                   |
| Fucsia Nissoli                 | Estero - America settentrionale e centrale   |                                       | Con Monti per l'Italia (SC)           |
| Riccardo Nuti                  | Sicilia 1                                    |                                       | Movimento 5 Stelle                    |
| Roberta Oliaro                 | Liguria                                      |                                       | Con Monti per l'Italia (SC)           |
| Nicodemo Nazzareno Oliverio    | Calabria                                     |                                       | Partito Democratico                   |
| Matteo Orfini                  | Lazio 1                                      |                                       | Partito Democratico                   |
| Andrea Orlando                 | Liguria                                      |                                       | Partito Democratico                   |
| Mauro Ottobre                  | Trentino-Alto Adige                          |                                       | Gruppo misto/ML (PATT)                |
| Alberto Pagani                 | Emilia-Romagna                               |                                       | Partito Democratico                   |
| Alessandro Pagano              | Sicilia 1                                    |                                       | Il Popolo della Libertà               |
| Giovanni Paglia                | Emilia-Romagna                               |                                       | Sinistra Ecologia Libertà             |
| Erasmo Palazzotto              | Sicilia 1                                    |                                       | Sinistra Ecologia Libertà             |
| Rocco Palese                   | Puglia                                       |                                       | Il Popolo della Libertà               |
| Giovanna Palma                 | Campania 1                                   |                                       | Partito Democratico                   |
| Antonio Palmieri               | Lombardia 2                                  |                                       | Il Popolo della Libertà               |
| Elio Massimo Palmizio          | Emilia-Romagna                               |                                       | Il Popolo della Libertà               |
| Annalisa Pannarale             | Puglia                                       |                                       | Sinistra Ecologia Libertà             |
| Massimo Paolucci               | Campania 1                                   |                                       | Partito Democratico                   |
| Paolo Parentela                | Calabria                                     |                                       | Movimento 5 Stelle                    |
| Valentina Paris                | Campania 2                                   |                                       | Partito Democratico                   |
| Massimo Parisi                 | Toscana                                      |                                       | Il Popolo della Libertà               |
| Dario Parrini                  | Toscana                                      |                                       | Partito Democratico                   |
| Oreste Pastorelli              | Veneto 2                                     |                                       | Gruppo misto/PSI                      |
| Luca Pastorino                 | Liguria                                      |                                       | Partito Democratico                   |
| Edoardo Patriarca              | Piemonte 1                                   |                                       | Partito Democratico                   |
| Michele Pelillo                | Puglia                                       |                                       | Partito Democratico                   |
| Serena Pellegrino              | Friuli-Venezia Giulia                        |                                       | Sinistra Ecologia Libertà             |
| Vinicio Peluffo                | Lombardia 1                                  |                                       | Partito Democratico                   |
| Caterina Pes                   | Sardegna                                     |                                       | Partito Democratico                   |
| Daniele Pesco                  | Lombardia 1                                  |                                       | Movimento 5 Stelle                    |
| Emma Petitti                   | Emilia-Romagna                               |                                       | Partito Democratico                   |
| Cosimo Petraroli               | Lombardia 2                                  |                                       | Movimento 5 Stelle                    |
| Giovanna Petrenga              | Campania 2                                   |                                       | Il Popolo della Libertà               |
| Paolo Petrini                  | Marche                                       |                                       | Partito Democratico                   |
| Ileana Cathia Piazzoni         | Lazio 1                                      |                                       | Sinistra Ecologia Libertà             |
| Guglielmo Picchi               | Estero - Europa                              |                                       | Il Popolo della Libertà               |
| Teresa Piccione                | Sicilia 1                                    |                                       | Partito Democratico                   |
| Flavia Piccoli Nardelli        | Piemonte 2                                   |                                       | Partito Democratico                   |
| Giorgio Piccolo                | Campania 1                                   |                                       | Partito Democratico                   |
| Salvatore Piccolo              | Campania 1                                   |                                       | Partito Democratico                   |
| Filippo Piccone                | Abruzzo                                      |                                       | Il Popolo della Libertà               |
| Pina Picierno                  | Campania 2                                   |                                       | Partito Democratico                   |
| Gaetano Piepoli                | Puglia                                       |                                       | Con Monti per l'Italia (SC)           |
| Mauro Pili                     | Sardegna                                     |                                       | Il Popolo della Libertà               |
| Nazzareno Pilozzi              | Lazio 2                                      |                                       | Sinistra Ecologia Libertà             |
| Gianluca Pini                  | Emilia-Romagna                               |                                       | Lega Nord                             |
| Giuditta Pini                  | Emilia-Romagna                               |                                       | Partito Democratico                   |
| Paola Pinna                    | Sardegna                                     |                                       | Movimento 5 Stelle                    |
| Michele Piras                  | Sardegna                                     |                                       | Sinistra Ecologia Libertà             |
| Girolamo Pisano                | Campania 2                                   |                                       | Movimento 5 Stelle                    |
| Pino Pisicchio                 | Puglia                                       |                                       | Gruppo misto/CD                       |
| Vincenzo Piso                  | Lazio 2                                      |                                       | Il Popolo della Libertà               |
| Lapo Pistelli                  | Emilia-Romagna                               |                                       | Partito Democratico                   |
| Sergio Pizzolante              | Emilia-Romagna                               |                                       | Il Popolo della Libertà               |
| Antonio Placido                | Basilicata                                   |                                       | Sinistra Ecologia Libertà             |
| Albrecht Plangger              | Trentino-Alto Adige                          |                                       | Gruppo misto/ML (SVP)                 |
| Catia Polidori                 | Veneto 1                                     |                                       | Il Popolo della Libertà               |
| Barbara Pollastrini            | Lombardia 1                                  |                                       | Partito Democratico                   |
| Renata Polverini               | Lazio 1                                      |                                       | Il Popolo della Libertà               |
| Fabio Porta                    | Estero - America meridionale                 |                                       | Partito Democratico                   |
| Giacomo Portas                 | Piemonte 1                                   |                                       | Partito Democratico (Mod)             |
| Emanuele Prataviera            | Veneto 2                                     |                                       | Lega Nord                             |
| Stefania Prestigiacomo         | Sicilia 2                                    |                                       | Il Popolo della Libertà               |
| Ernesto Preziosi               | Lombardia 2                                  |                                       | Partito Democratico                   |
| Aris Prodani                   | Friuli-Venezia Giulia                        |                                       | Movimento 5 Stelle                    |
| Stefano Quaranta               | Liguria                                      |                                       | Sinistra Ecologia Libertà             |
| Lia Quartapelle                | Lombardia 1                                  |                                       | Partito Democratico                   |
| Giuseppe Stefano Quintarelli   | Veneto 1                                     |                                       | Con Monti per l'Italia (SC)           |
| Mariano Rabino                 | Piemonte 2                                   |                                       | Con Monti per l'Italia (SC)           |
| Fausto Raciti                  | Sicilia 2                                    |                                       | Partito Democratico                   |
| Michele Ragosta                | Campania 2                                   |                                       | Sinistra Ecologia Libertà             |
| Fabio Rampelli                 | Lazio 1                                      |                                       | Fratelli d'Italia                     |
| Roberto Rampi                  | Lombardia 1                                  |                                       | Partito Democratico                   |
| Laura Ravetto                  | Lombardia 2                                  |                                       | Il Popolo della Libertà               |
| Ermete Realacci                | Lombardia 2                                  |                                       | Partito Democratico                   |
| Francesco Ribaudo              | Sicilia 1                                    |                                       | Partito Democratico                   |
| Lara Ricciatti                 | Marche                                       |                                       | Sinistra Ecologia Libertà             |
| Matteo Richetti                | Emilia-Romagna                               |                                       | Partito Democratico                   |
| Andrea Rigoni                  | Toscana                                      |                                       | Partito Democratico                   |
| Walter Rizzetto                | Friuli-Venezia Giulia                        |                                       | Movimento 5 Stelle                    |
| Gianluca Rizzo                 | Sicilia 2                                    |                                       | Movimento 5 Stelle                    |
| Eugenia Roccella               | Lazio 1                                      |                                       | Il Popolo della Libertà               |
| Maria Grazia Rocchi            | Toscana                                      |                                       | Partito Democratico                   |
| Andrea Romano                  | Toscana                                      |                                       | Con Monti per l'Italia (SC)           |
| Francesco Saverio Romano       | Sicilia 1                                    |                                       | Il Popolo della Libertà (CP)          |
| Paolo Nicolò Romano            | Piemonte 2                                   |                                       | Movimento 5 Stelle                    |
| Giuseppe Romele                | Lombardia 2                                  |                                       | Il Popolo della Libertà               |
| Marco Rondini                  | Lombardia 1                                  |                                       | Lega Nord                             |
| Ettore Rosato                  | Friuli-Venezia Giulia                        |                                       | Partito Democratico                   |
| Domenico Rossi                 | Lazio 1                                      |                                       | Con Monti per l'Italia (SC)           |
| Anna Rossomando                | Piemonte 1                                   |                                       | Partito Democratico                   |
| Michela Rostan                 | Campania 1                                   |                                       | Partito Democratico                   |
| Gessica Rostellato             | Veneto 1                                     |                                       | Movimento 5 Stelle                    |
| Gianfranco Rotondi             | Campania 1                                   |                                       | Il Popolo della Libertà               |
| Alessia Rotta                  | Veneto 1                                     |                                       | Partito Democratico                   |
| Simonetta Rubinato             | Veneto 2                                     |                                       | Partito Democratico                   |
| Angelo Rughetti                | Campania 2                                   |                                       | Partito Democratico                   |
| Carla Ruocco                   | Lazio 1                                      |                                       | Movimento 5 Stelle                    |
| Paolo Russo                    | Campania 1                                   |                                       | Il Popolo della Libertà               |
| Barbara Saltamartini           | Lazio 2                                      |                                       | Il Popolo della Libertà               |
| Giovanni Mario Salvino Burtone | Sicilia 2                                    |                                       | Partito Democratico                   |
| Gianfranco Sammarco            | Lazio 1                                      |                                       | Il Popolo della Libertà               |
| Giovanni Sanga                 | Lombardia 2                                  |                                       | Partito Democratico                   |
| Luca Sani                      | Toscana                                      |                                       | Partito Democratico                   |
| Francesco Sanna                | Sardegna                                     |                                       | Partito Democratico                   |
| Giovanna Sanna                 | Sardegna                                     |                                       | Partito Democratico                   |
| Daniela Santanchè              | Lombardia 3                                  |                                       | Il Popolo della Libertà               |
| Jole Santelli                  | Calabria                                     |                                       | Il Popolo della Libertà               |
| Milena Santerini               | Lombardia 2                                  |                                       | Con Monti per l'Italia (SC)           |
| Carlo Sarro                    | Campania 2                                   |                                       | Il Popolo della Libertà               |
| Giulia Sarti                   | Emilia-Romagna                               |                                       | Movimento 5 Stelle                    |
| Elvira Savino                  | Puglia                                       |                                       | Il Popolo della Libertà               |
| Sandra Savino                  | Friuli-Venezia Giulia                        |                                       | Il Popolo della Libertà               |
| Mario Sberna                   | Lombardia 2                                  |                                       | Con Monti per l'Italia (SC)           |
| Daniela Sbrollini              | Veneto 1                                     |                                       | Partito Democratico                   |
| Emanuele Scagliusi             | Puglia                                       |                                       | Movimento 5 Stelle                    |
| Ivan Scalfarotto               | Puglia                                       |                                       | Partito Democratico                   |
| Gian Piero Scanu               | Sardegna                                     |                                       | Partito Democratico                   |
| Gea Schirò Planeta             | Sicilia 1                                    |                                       | Con Monti per l'Italia (SC)           |
| Manfred Schullian              | Trentino-Alto Adige                          |                                       | Gruppo misto/ML (SVP)                 |
| Rosanna Scopelliti             | Calabria                                     |                                       | Il Popolo della Libertà               |
| Arturo Scotto                  | Campania 1                                   |                                       | Sinistra Ecologia Libertà             |
| Chiara Scuvera                 | Lombardia 3                                  |                                       | Partito Democratico                   |
| Samuele Segoni                 | Toscana                                      |                                       | Movimento 5 Stelle                    |
| Angelo Senaldi                 | Lombardia 2                                  |                                       | Partito Democratico                   |
| Marina Sereni                  | Umbria                                       |                                       | Partito Democratico                   |
| Carlo Sibilia                  | Campania 2                                   |                                       | Movimento 5 Stelle                    |
| Elisa Simoni                   | Toscana                                      |                                       | Partito Democratico                   |
| Francesco Paolo Sisto          | Puglia                                       |                                       | Il Popolo della Libertà               |
| Massimiliano Smeriglio         | Lazio 1                                      |                                       | Sinistra Ecologia Libertà             |
| Giorgio Sorial                 | Lombardia 2                                  |                                       | Movimento 5 Stelle                    |
| Giulio Cesare Sottanelli       | Abruzzo                                      |                                       | Con Monti per l'Italia (SC)           |
| Maria Edera Spadoni            | Emilia-Romagna                               |                                       | Movimento 5 Stelle                    |
| Roberto Speranza               | Basilicata                                   |                                       | Partito Democratico                   |
| Arianna Spessotto              | Veneto 2                                     |                                       | Movimento 5 Stelle                    |
| Luca Squeri                    | Lombardia 1                                  |                                       | Il Popolo della Libertà               |
| Nicola Stumpo                  | Calabria                                     |                                       | Partito Democratico                   |
| Bruno Tabacci                  | Toscana                                      |                                       | Gruppo misto/CD                       |
| Alessio Tacconi                | Estero - Europa                              |                                       | Movimento 5 Stelle                    |
| Marcello Taglialatela          | Campania 1                                   |                                       | Fratelli d'Italia                     |
| Paolo Tancredi                 | Abruzzo                                      |                                       | Il Popolo della Libertà               |
| Luigi Taranto                  | Sicilia 1                                    |                                       | Partito Democratico                   |
| Mino Taricco                   | Piemonte 2                                   |                                       | Partito Democratico                   |
| Assunta Tartaglione            | Campania 1                                   |                                       | Partito Democratico                   |
| Veronica Tentori               | Lombardia 2                                  |                                       | Partito Democratico                   |
| Alessandra Terrosi             | Lazio 2                                      |                                       | Partito Democratico                   |
| Patrizia Terzoni               | Marche                                       |                                       | Movimento 5 Stelle                    |
| Marietta Tidei                 | Lazio 1                                      |                                       | Partito Democratico                   |
| Irene Tinagli                  | Emilia-Romagna                               |                                       | Con Monti per l'Italia (SC)           |
| Maria Tindara Gullo            | Sicilia 2                                    |                                       | Partito Democratico                   |
| Angelo Tofalo                  | Campania 2                                   |                                       | Movimento 5 Stelle                    |
| Danilo Toninelli               | Lombardia 3                                  |                                       | Movimento 5 Stelle                    |
| Achille Totaro                 | Toscana                                      |                                       | Fratelli d'Italia                     |
| Davide Tripiedi                | Lombardia 1                                  |                                       | Movimento 5 Stelle                    |
| Mario Tullo                    | Liguria                                      |                                       | Partito Democratico                   |
| Tancredi Turco                 | Veneto 1                                     |                                       | Movimento 5 Stelle                    |
| Gianluca Vacca                 | Abruzzo                                      |                                       | Movimento 5 Stelle                    |
| Guglielmo Vaccaro              | Campania 1                                   |                                       | Partito Democratico                   |
| Simone Valente                 | Liguria                                      |                                       | Movimento 5 Stelle                    |
| Valeria Valente                | Campania 1                                   |                                       | Partito Democratico                   |
| Valentino Valentini            | Veneto 2                                     |                                       | Il Popolo della Libertà               |
| Simone Valiante                | Campania 2                                   |                                       | Partito Democratico                   |
| Andrea Vallascas               | Sardegna                                     |                                       | Movimento 5 Stelle                    |
| Pierpaolo Vargiu               | Sardegna                                     |                                       | Con Monti per l'Italia (SC/RS)        |
| Franco Vazio                   | Liguria                                      |                                       | Partito Democratico                   |
| Andrea Vecchio                 | Sicilia 2                                    |                                       | Con Monti per l'Italia (SC)           |
| Paolo Vella                    | Sardegna                                     |                                       | Il Popolo della Libertà               |
| Silvia Velo                    | Toscana                                      |                                       | Partito Democratico                   |
| Nichi Vendola                  | Puglia                                       |                                       | Sinistra Ecologia Libertà             |
| Laura Venittelli               | Molise                                       |                                       | Partito Democratico                   |
| Liliana Ventricelli            | Puglia                                       |                                       | Partito Democratico                   |
| Walter Verini                  | Umbria                                       |                                       | Partito Democratico                   |
| Maria Valentina Vezzali        | Marche                                       |                                       | Con Monti per l'Italia (SC)           |
| Raffaello Vignali              | Lombardia 2                                  |                                       | Il Popolo della Libertà               |
| Stefano Vignaroli              | Lazio 1                                      |                                       | Movimento 5 Stelle                    |
| Alessio Mattia Villarosa       | Sicilia 2                                    |                                       | Movimento 5 Stelle                    |
| Rosa Villecco Calipari         | Lombardia 3                                  |                                       | Partito Democratico                   |
| Paolo Vitelli                  | Piemonte 1                                   |                                       | Con Monti per l'Italia (SC)           |
| Elio Vito                      | Piemonte 2                                   |                                       | Il Popolo della Libertà               |
| Adriano Zaccagnini             | Lazio 1                                      |                                       | Movimento 5 Stelle                    |
| Sandra Zampa                   | Emilia-Romagna                               |                                       | Partito Democratico                   |
| Alessandro Zan                 | Veneto 1                                     |                                       | Sinistra Ecologia Libertà             |
| Enrico Zanetti                 | Veneto 2                                     |                                       | Con Monti per l'Italia (SC)           |
| Giorgio Zanin                  | Friuli-Venezia Giulia                        |                                       | Partito Democratico                   |
| Giuseppe Zappulla              | Sicilia 2                                    |                                       | Partito Democratico                   |
| Diego Zardini                  | Veneto 1                                     |                                       | Partito Democratico                   |
| Davide Zoggia                  | Veneto 1                                     |                                       | Partito Democratico                   |
| Alberto Zolezzi                | Lombardia 3                                  |                                       | Movimento 5 Stelle                    |

## Modifiche intervenute

### Modifiche intervenute nella composizione della Camera
| Uscente                | Subentrante           | Causa                                 | Gruppi | Data       |
| ---------------------- | --------------------- | ------------------------------------- | ------ | ---------- |
| Matteo Salvini         | Marco Rondini         | Parlamento europeo                    | LN     | 15.03.2013 |
| Roberto Cota           | Stefano Allasia       | Presidente regione Piemonte           | LN     | 09.04.2013 |
| Massimiliano Smeriglio | Filiberto Zaratti     | Vicepresidente regione Lazio          | SEL    | 16.04.2013 |
| Nichi Vendola          | Arcangelo Sannicandro | Presidente regione Puglia             | SEL    | 16.04.2013 |
| Gianni Fava            | Andrea Gibelli        | Assessore regione Lombardia           | LN     | 04.06.2013 |
| Andrea Gibelli         | Guido Guidesi         | Segretario Generale regione Lombardia | LN     | 05.06.2013 |
| Marta Leonori          | Marco Di Stefano      | Assessore al comune di Roma           | PD     | 08.08.2013 |
| Dario Nardella         | Tea Albini            | Sindaco di Firenze                    | PD     | 07.05.2014 |
| Simona Bonafè          | Paolo Rossi           | Parlamento europeo                    | PD     | 25.06.2014 |
| Gianluca Buonanno      | Roberto Simonetti     | Parlamento europeo                    | LN     | 25.06.2014 |
| Lorenzo Cesa           | Roberto Occhiuto      | Parlamento europeo                    | UDC    | 25.06.2014 |
| Salvatore Cicu         | Settimo Nizzi         | Parlamento europeo                    | FI     | 25.06.2014 |
| Raffaele Fitto         | Nicola Ciracì         | Parlamento europeo                    | FI     | 25.06.2014 |
| Enrico Gasbarra        | Emiliano Minnucci     | Parlamento europeo                    | PD     | 25.06.2014 |
| Cécile Kyenge          | Giuseppe Romanini     | Parlamento europeo                    | PD     | 25.06.2014 |
| Alessandra Moretti     | Vanessa Camani        | Parlamento europeo                    | PD     | 25.06.2014 |
| Alessia Mosca          | Francesco Prina       | Parlamento europeo                    | PD     | 25.06.2014 |
| Massimo Paolucci       | Anna Maria Carloni    | Parlamento europeo                    | PD     | 25.06.2014 |
| Pina Picierno          | Camilla Sgambato      | Parlamento europeo                    | PD     | 25.06.2014 |
| Matteo Biffoni         | Lorenzo Becattini     | Sindaco di Prato                      | PD     | 09.07.2014 |
| Antonio Decaro         | Federico Massa        | Sindaco di Bari                       | PD     | 09.07.2014 |
| Renato Balduzzi        | Giovanni Falcone      | Membro CSM                            | SC     | 26.09.2014 |
| Giovanni Legnini       | Giovanni Lolli        | Membro CSM                            | PD     | 26.09.2014 |
| Antonio Leone          | Trifone Altieri       | Membro CSM                            | NCD    | 26.09.2014 |
| Giovanni Lolli         | Gianluca Fusilli      | Vicepresidente regione Abruzzo        | PD     | 07.10.2014 |
| Federica Mogherini     | Marco Bergonzi        | Alto Rappresentante PESC dell'Ue      | PD     | 30.10.2014 |
| Emma Petitti           | Paola Boldrini        | Assessore regione Emilia-Romagna      | PD     | 12.01.2015 |
| Massimo Bray           | Ludovico Vico         | Dimissioni                            | PD     | 18.03.2015 |
| Lapo Pistelli          | Andrea Maestri        | Dimissioni                            | PD     | 01.07.2015 |
| Enrico Letta           | Beatrice Brignone     | Dimissioni                            | PD     | 23.07.2015 |
| Luciano Cimmino        | Giovanni Palladino    | Dimissioni                            | SC     | 23.07.2015 |
| Fulvio Bonavitacola    | Antonio Cuomo         | Vicepresidente regione Campania       | PD     | 29.07.2015 |
| Paolo Vitelli          | Maurizio Baradello    | Dimissioni                            | SC     | 17.09.2015 |
| Giancarlo Galan        | Dino Secco            | Decadenza                             | FI     | 27.04.2016 |
| Settimo Nizzi          | Bruno Murgia          | Sindaco di Olbia                      | FI/FdI | 07.07.2016 |
| Ilaria Capua           | Domenico Menorello    | Dimissioni                            | SC     | 28.09.2016 |
| Maurizio Baradello     | Ernesto Auci          | Decesso                               | SC     | 09.05.2017 |
| Raffaele Calabrò       | Amedeo Laboccetta     | Dimissioni                            | AP/FI  | 28.06.2017 |

### Modifiche intervenute nella composizione dei gruppi parlamentari
Partito Democratico 
- In data 19.06.2014 aderiscono al gruppo Ferdinando Aiello e Michele Ragosta, provenienti dal gruppo Sinistra Ecologia Libertà. (295 membri)
- In data 26.06.2014 aderisce al gruppo Sergio Boccadutri, proveniente dal gruppo Sinistra Ecologia Libertà. (296 membri)
- In data 2.10.2014 aderiscono al gruppo Gea Schirò Planeta e Gregorio Gitti provenienti dal gruppo Per l'Italia. (298 membri)
- In data 12.11.2014 aderisce al gruppo Andrea Romano, proveniente dal gruppo misto. (299 membri)
- In data 17.11.2014 aderiscono al gruppo Titti Di Salvo, Luigi Lacquaniti, Fabio Lavagno, Gennaro Migliore, Martina Nardi, Ileana Cathia Piazzoni, Nazzareno Pilozzi e Alessandro Zan, provenienti dalla componente Libertà e Diritti - Socialisti europei del gruppo misto. (307 membri)
- In data 18.02.2015 aderiscono al gruppo Ilaria Carla Anna Borletti Dell'Acqua e Irene Tinagli, provenienti dal gruppo Scelta Civica per l'Italia. (309 membri)
- In data 25.03.2015 Luca Pastorino lascia il gruppo per aderire al gruppo misto. (308 membri)
- In data 1º.04.2015 aderisce al gruppo Tommaso Currò, proveniente dal gruppo misto. (309 membri)
- In data 13.04.2015 aderisce al gruppo Alessio Tacconi, proveniente dal gruppo misto. (310 membri)
- In data 30.04.2015 aderisce al gruppo Gessica Rostellato, proveniente dalla componente politica del gruppo misto Alternativa Libera. (311 membri)
- In data 4.05.2015 Guglielmo Vaccaro lascia il gruppo per aderire al gruppo misto. (310 membri)
- L’8.05.2015 Giuseppe Civati lascia il gruppo per aderire al gruppo misto. (309 membri)
- In data 24.06.2015 Stefano Fassina e Monica Gregori lasciano il gruppo per aderire al gruppo misto. (307 membri)

 Movimento 5 Stelle 
- In data 6.06.2013 Alessandro Furnari e Vincenza Labriola lasciano il gruppo e aderiscono al gruppo misto. (107 membri)
- In data 25.06.2013 Adriano Zaccagnini lascia il gruppo per aderire al gruppo misto. (106 membri)
- In data 27.02.2014 Ivan Catalano e Alessio Tacconi lasciano il gruppo per aderire al gruppo misto. (104 membri)
- In data 30.11.2014 Massimo Artini e Paola Pinna lasciano il gruppo per aderire al gruppo misto. (102 membri)
- In data 17.12.2014 Tommaso Currò lascia il gruppo per aderire al gruppo misto. (101 membri)
- In data 9.01.2015 Cristian Iannuzzi lascia il gruppo per aderire al gruppo misto. (100 membri)
- In data 27.01.2015 Marco Baldassarre, Sebastiano Barbanti, Eleonora Bechis, Mara Mucci, Aris Prodani, Walter Rizzetto, Gessica Rostellato, Samuele Segoni e Tancredi Turco lasciano il gruppo per aderire al gruppo misto. (91 membri)

 Il Popolo della Libertà - Berlusconi Presidente 
- In data 2.10.2013 lascia il gruppo Mauro Pili per aderire alla componente dei Non Iscritti. (96 membri)
- In data 18.11.2013 lasciano il gruppo Angelino Alfano, Gioacchino Alfano, Paolo Alli, Maurizio Bernardo, Dorina Bianchi, Antonino Bosco, Raffaele Calabrò, Luigi Casero, Giuseppe Castiglione, Fabrizio Cicchitto, Enrico Costa, Nunzia De Girolamo, Alberto Giorgetti, Vincenzo Garofalo, Antonio Leone, Beatrice Lorenzin, Maurizio Lupi, Dore Misuraca, Antonino Minardo, Alessandro Pagano, Filippo Piccone, Vincenzo Piso, Sergio Pizzolante, Eugenia Roccella, Barbara Saltamartini, Gianfranco Sammarco, Rosanna Scopelliti, Paolo Tancredi e Raffaello Vignali per aderire al gruppo Nuovo Centrodestra. (67 membri)
- In data 19.11.2013 il gruppo modifica la propria denominazione in Forza Italia - Il Popolo della Libertà - Berlusconi Presidente. (67 membri)
- In data 14.03.2014 aderisce al gruppo Alberto Giorgetti, proveniente dal gruppo Nuovo Centrodestra. (68 membri)
- In data 25.06.2014 aderisce al gruppo Roberto Occhiuto, proclamato in sostituzione del deputato Lorenzo Cesa, appartenente al gruppo Per l'Italia. (69 membri)
- In data 30.09.2014 aderisce al gruppo Trifone Altieri, proclamato in sostituzione del deputato Antonio Leone, appartenente al gruppo Nuovo Centrodestra. (70 membri)
- In data 25.06.2015 lascia il gruppo Antonio Marotta per aderire al gruppo Area Popolare (NDC-UDC).
- In data 22.09.2015 aderisce al gruppo Nunzia De Girolamo, proveniente dal gruppo Area Popolare (NDC-UDC).
- In data 23.09.2015 lasciano il gruppo Ignazio Abrignani, Luca D'Alessandro, Monica Faenzi, Giuseppe Galati, Giovanni Mottola, Massimo Parisi e Francesco Saverio Romano per aderire alla componente ALA-MAIE.
- In data 19.11.2015 lasciano il gruppo Trifone Altieri, Maurizio Bianconi, Daniele Capezzone, Gianfranco Chiarelli, Nicola Ciracì, Antonio Distaso, Benedetto Fucci, Cosimo Latronico, Roberto Marti e Rocco Palese per aderire alla componente Conservatori e Riformisti.
- In data 15.12.2015 aderisce al gruppo Maria Tindara Gullo, proveniente dal gruppo Partito Democratico.
- In data 22.12.2015 aderisce al gruppo Francantonio Genovese, proveniente dal gruppo Partito Democratico.
- In data 02.02.2016 lascia il gruppo Giovanna Petrenga per aderire al gruppo Fratelli d'Italia - Alleanza Nazionale.
- In data 16.03.2016 lascia il gruppo Guglielmo Picchi per aderire al gruppo Lega Nord e Autonomie - Lega dei Popoli - Noi con Salvini.
- In data 18.05.2016 lascia il gruppo Giuseppina Castiello per aderire al gruppo Lega Nord e Autonomie - Lega dei Popoli - Noi con Salvini.
- In data 19.05.2016 lascia il gruppo Giorgio Lainati per aderire alla componente ALA-MAIE.
- In data 07.07.2016 cessa dal mandato parlamentare Settimo Nizzi, e il suo sostituto, Bruno Murgia, aderisce alla componente dei Non Iscritti.
- In data 08.06.2017 aderisce al gruppo Antonino Minardo, proveniente dal gruppo Alternativa Popolare - Centristi per l'Europa - NCD.
- In data 15.06.2017 aderisce al gruppo Rocco Palese, proveniente dalla componente Conservatori e Riformisti.
- In data 16.06.2017 aderisce al gruppo Vincenza Labriola, proveniente dalla componente dei Non Iscritti.
- In data 20.06.2017 aderisce al gruppo Andrea Causin, proveniente dal gruppo Alternativa Popolare - Centristi per l'Europa - NCD.
- In data 22.06.2017 aderisce al gruppo Fucsia Nissoli, proveniente dal gruppo Democrazia Solidale - Centro Democratico.
- In data 28.06.2017 aderisce al gruppo Amedeo Laboccetta, proclamato in sostituzione del deputato Raffaele Calabrò, appartenente al gruppo Alternativa Popolare - Centristi per l'Europa - NCD.
- In data 03.08.2017 aderisce al gruppo Roberto Caon, proveniente dalla componente Fare! - PRI.
- In data 19.09.2017 aderisce al gruppo Gianfranco Sammarco, proveniente dal gruppo Alternativa Popolare - Centristi per l'Europa - NCD.
- In data 17.10.2017 lascia il gruppo Dino Secco per passare alla componente dei Non Iscritti.
- In data 11.12.2017 lascia il gruppo Daniela Santanchè, per passare al gruppo Fratelli d'Italia.

 Scelta Civica per l'Italia 
- In data 08.04.2013 lascia il gruppo Fucsia Nissoli per aderire alla componente MAIE. (46 membri)
- In data 10.04.2013 aderisce al gruppo Fucsia Nissoli proveniente dalla componente MAIE. (47 membri)
- In data 19.11.2013 lascia il gruppo Edoardo Nesi  per aderire alla componente dei Non Iscritti. (46 membri)
- In data 10.12.2013 lasciano il gruppo Ferdinando Adornato, Paola Binetti, Rocco Buttiglione, Mario Caruso, Angelo Cera, Lorenzo Cesa, Gianpiero D'Alia, Lorenzo Dellai, Giuseppe De Mita, Federico Fauttilli, Fucsia Nissoli, Gian Luigi Gigli, Gregorio Gitti, Mario Marazziti, Gaetano Piepoli, Giuseppe Stefano Quintarelli, Domenico Rossi, Milena Santerini, Mario Sberna e Gea Schirò Planeta per aderire al gruppo Per l'Italia. (26 membri)
- In data 12.02.2014 aderisce al gruppo Giuseppe Stefano Quintarelli, proveniente dal gruppo Per l'Italia. (27 membri)
- In data 21.10.2014 lascia il gruppo Andrea Romano per aderire al gruppo Partito Democratico. (26 membri)
- In data 16.12.2014 lascia il gruppo Andrea Causin per aderire al gruppo Area Popolare (NCD-UDC). (25 membri)
- In data 18.02.2015 lasciano il gruppo Ilaria Carla Anna Borletti Dell'Acqua e Irene Tinagli per aderire al gruppo Partito Democratico. (23 membri)
- In data 25.03.2015 aderisce al gruppo Paola Pinna, proveniente dalla componente dei Non Iscritti. (24 membri)
- In data 01.04.2015 aderisce al gruppo Ivan Catalano, proveniente dalla componente PSI-PLI. (25 membri)
- In data 27.07.2015 lascia il gruppo Giovanni Falcone per aderire al gruppo Partito Democratico.
- In data 17.09.2015 cessa dal mandato parlamentare Paolo Vitelli; il suo sostituto, Maurizio Baradello, aderisce al gruppo Per l'Italia - Centro Democratico.
- In data 04.02.2016 lascia il gruppo Paola Pinna per aderire al gruppo Partito Democratico.
- In data 12.02.2016 lascia il gruppo Ivan Catalano per aderire alla componente dei Non Iscritti.
- In data 12.02.2016 lascia il gruppo Giuseppe Stefano Quintarelli per aderire alla componente dei Non Iscritti.
- In data 14.07.2016 lasciano il gruppo Enrico Zanetti, Angelo D'Agostino, Mariano Rabino e Giulio Cesare Sottanelli per aderire alla componente dei Non Iscritti.
- In data 03.08.2016 aderisce al gruppo Giuseppe Stefano Quintarelli, proveniente dalla componente dei Non Iscritti. Nella stessa data lascia il gruppo Maria Valentina Vezzali per aderire alla componente dei Non Iscritti.
- In data 28.09.2016 lascia il gruppo Andrea Vecchio per aderire alla componente dei Non Iscritti.
- In data 12.10.2016 il gruppo modifica la propria denominazione in Civici e Innovatori.
- In data 27.10.2016 aderiscono al gruppo Ivan Catalano e Mara Mucci, provenienti dalla componente dei Non Iscritti.
- In data 26.01.2017 lascia il gruppo Mario Catania per aderire al gruppo Democrazia Solidale - Centro Democratico.
- In data 09.02.2017 aderisce al gruppo Aniello Formisano, proveniente dalla componente Movimento PPA - Moderati.
- In data 28.02.2017 lascia il gruppo Aniello Formisano per aderire al gruppo Articolo 1 - Movimento Democratico e Progressista.
- In data 16.06.2017 lascia il gruppo Giovanni Palladino per aderire al gruppo Partito Democratico.
- In data 29.06.2017 lasciano il gruppo Salvatore Matarrese e Pierpaolo Vargiu per aderire alla componente Direzione Italia.
- In data 10.07.2017, non sussistendo più i requisiti necessari, il gruppo è sciolto. I membri rimanenti nel gruppo, Alberto Bombassei, Ivan Catalano, Antimo Cesaro, Stefano Dambruoso, Adriana Galgano, Gianfranco Librandi, Andrea Mazziotti di Celso, Domenico Menorello, Bruno Molea, Giovanni Monchiero, Mara Mucci, Roberta Oliaro e Giuseppe Stefano Quintarelli, costituiscono la componente Civici e Innovatori.

 Sinistra Ecologia Libertà 
- In data 19.06.2014 lasciano il gruppo Ferdinando Aiello e Michele Ragosta per aderire al gruppo Partito Democratico. (35 membri)
- In data 23.06.2014 lasciano il gruppo Claudio Fava, Teresa Maria Di Salvo e Ileana Cathia Piazzoni per poi aderire alla componente Libertà e Diritti - Socialisti europei. (32 membri)
- In data 24.06.2014 lasciano il gruppo Gennaro Migliore, Fabio Lavagno, Alessandro Zan e Nazzareno Pilozzi lasciano il gruppo per poi aderire alla componente Libertà e Diritti - Socialisti europei. (28 membri)
- In data 26.06.2014 lasciano il gruppo Luigi Lacquaniti e Martina Nardi per poi aderire alla componente Libertà e Diritti - Socialisti europei. Nella stessa data lascia il gruppo Sergio Boccadutri lascia il gruppo per aderire al gruppo Partito Democratico. (25 membri)
- In data 14.10.2014 ha aderito al gruppo Adriano Zaccagnini proveniente dalla componente dei Non Iscritti. (26 membri)
- In data 29.04.2015 lascia il gruppo Toni Matarrelli per aderire alla componente Alternativa Libera. (25 membri)
- In data 06.11.2015 aderiscono al gruppo Alfredo D'Attorre, Vincenzo Folino e Carlo Galli, provenienti dal gruppo Partito Democratico; Claudio Fava, proveniente dalla componente PSI-PLI; Stefano Fassina e Monica Gregori provenienti dalla componente dei Non Iscritti. Contestualmente il gruppo gruppo muta denominazione in Sinistra Italiana - Sinistra Ecologia Libertà.
- In data 22.02.2016 aderisce al gruppo Giovanna Martelli, proveniente dalla componente dei Non Iscritti.
- In data 13.09.2016 lascia il gruppo Adriano Zaccagnini per passare alla componente dei Non Iscritti.
- In data 28.02.2017 lasciano il gruppo Franco Bordo, Alfredo D'Attorre, Donatella Duranti, Claudio Fava, Francesco Ferrara, Vincenzo Folino, Carlo Galli, Florian Kronbichler, Giovanna Martelli, Marisa Nicchi, Michele Piras, Stefano Quaranta, Lara Ricciatti, Arcangelo Sannicandro, Arturo Scotto e Filiberto Zaratti per aderire al gruppo Articolo 1 - Movimento Democratico e Progressista.
- In data 02.03.2017 lascia il gruppo Laura Boldrini per passare alla componente dei Non Iscritti.
- In data 06.03.2017 lascia il gruppo Gianni Melilla per aderire al gruppo Articolo 1 - Movimento Democratico e Progressista.
- In data 22.03.2017 aderiscono al gruppo Beatrice Brignone, Luca Pastorino, Andrea Maestri e Giuseppe Civati, provenienti dalla componente del gruppo misto Alternativa Libera - Possibile. Il gruppo gruppo muta denominazione in Sinistra Italiana - Sinistra Ecologia Libertà - Possibile.
- In data 20.12.2017 il gruppo gruppo muta denominazione in Sinistra Italiana - Sinistra Ecologia Libertà - Possibile - Liberi e Uguali.

 Lega Nord e Autonomie 
- In data 25.03.2015 Matteo Bragantini, Roberto Caon ed Emanuele Prataviera lasciano il gruppo per aderire al gruppo misto. (17 membri)
- In data 31.03.2015 aderisce al gruppo Barbara Saltamartini, proveniente dal gruppo misto. (18 membri)
- In data 1º.04.2015 Rudi Franco Marguerettaz lascia il gruppo per aderire alla componente politica del gruppo misto Minoranze linguistiche; contestualmente il gruppo modifica la propria denominazione (Lega Nord e Autonomie) in Lega Nord e Autonomie - Lega dei Popoli - Noi con Salvini. (17 membri)

 Fratelli d'Italia - Alleanza Nazionale 
- In data 17.03.2014 il gruppo modifica la propria denominazione (Fratelli d'Italia) in Fratelli d'Italia - Alleanza nazionale.
- In data 4.03.2015 Massimo Enrico Corsaro lascia il gruppo per aderire al gruppo misto. (8 membri)

 Nuovo Centrodestra 
- In data 18.11.2013 il gruppo è costituito da Angelino Alfano, Gioacchino Alfano, Paolo Alli, Maurizio Bernardo, Dorina Bianchi, Antonino Bosco, Raffaele Calabrò, Luigi Casero, Giuseppe Castiglione, Fabrizio Cicchitto, Enrico Costa, Nunzia De Girolamo, Alberto Giorgetti, Vincenzo Garofalo, Antonio Leone, Beatrice Lorenzin, Maurizio Lupi, Dore Misuraca, Antonino Minardo, Alessandro Pagano, Filippo Piccone, Vincenzo Piso, Sergio Pizzolante, Eugenia Roccella, Barbara Saltamartini, Gianfranco Sammarco, Rosanna Scopelliti, Paolo Tancredi e Raffaello Vignali, provenienti dal gruppo Il Popolo della Libertà. (29 membri)
- In data 14.03.2014 Alberto Giorgetti lascia il gruppo per aderire al gruppo Forza Italia - Il Popolo della libertà - Berlusconi Presidente. (28 membri)
- In data 26.09.2014 Antonio Leone cessa dal mandato parlamentare, e il suo sostituto, Trifone Altieri, aderisce al gruppo Forza Italia - Il Popolo della libertà - Berlusconi Presidente. (27 membri)
- In data 16.12.2014 aderiscono al gruppo Ferdinando Adornato, Paola Binetti, Rocco Buttiglione, Angelo Cera, Gianpiero D'Alia e Giuseppe De Mita, provenienti dal gruppo Per l'Italia - Centro democratico, e Andrea Causin, proveniente dal gruppo Scelta Civica per l'Italia; contestualmente il gruppo modifica la propria denominazione in Area Popolare (NCD-UDC). (34 membri)
- In data 9.02.2015 Barbara Saltamartini lascia il gruppo per aderire al gruppo misto. (33 membri)
- In data 25.06.2015 aderisce al gruppo Antonio Marotta, proveniente dal gruppo Forza Italia - Il Popolo delle Libertà - Berlusconi Presidente.
- In data 22.09.2015 lascia il gruppo Nunzia De Girolamo, che aderisce al gruppo Forza Italia - Il Popolo delle Libertà - Berlusconi Presidente.
- In data 20.11.2015 lascia il gruppo Eugenia Roccella, che aderisce alla componente USEI-IDeA.
- In data 23.11.2015 lascia il gruppo Vincenzo Piso, che aderisce alla componente USEI-IDeA.
- In data 18.10.2016 lascia il gruppo Alessandro Pagano, che aderisce al gruppo Lega Nord e Autonomie - Lega dei Popoli - Noi con Salvini.
- In data 07.12.2016 lasciano il gruppo Paola Binetti, Rocco Buttiglione, Angelo Cera e Giuseppe De Mita, che aderiscono alla componente UDC; contestualmente il gruppo modifica la propria denominazione in Area Popolare - NCD - Centristi per l'Italia.
- In data 14.02.2017 il gruppo modifica la propria denominazione in Area Popolare - NCD - Centristi per l'Europa.
- In data 29.03.2017 il gruppo modifica la propria denominazione in Alternativa Popolare - Centristi per l'Europa - NCD.
- In data 30.03.2017 aderisce al gruppo Giovanni Mottola, proveniente dal gruppo Scelta Civica - ALA per la Costituente Liberale e Popolare - MAIE.
- In data 08.06.2017 lascia il gruppo Antonino Minardo, che aderisce al gruppo Forza Italia - Il Popolo delle Libertà - Berlusconi Presidente.
- In data 20.06.2017 lascia il gruppo Andrea Causin, che aderisce al gruppo Forza Italia - Il Popolo delle Libertà - Berlusconi Presidente.
- In data 28.06.2017 cessa dal mandato parlamentare Raffaele Calabrò, e il suo sostituto, Amedeo Laboccetta, aderisce al gruppo Forza Italia - Il Popolo delle Libertà - Berlusconi Presidente.
- In data 14.07.2017 aderisce al gruppo Giorgio Lainati, proveniente dal gruppo Scelta Civica - ALA per la Costituente Liberale e Popolare - MAIE.
- In data 20.07.2017 lascia il gruppo Maurizio Bernardo, che aderisce al gruppo Partito Democratico.
- In data 25.07.2017 lascia il gruppo Enrico Costa, che aderisce alla componente Fare! - PRI - Liberali.
- In data 19.09.2017 lascia il gruppo Gianfranco Sammarco, che aderisce al gruppo Forza Italia - Il Popolo delle Libertà - Berlusconi Presidente.
- In data 21.12.2017 il gruppo modifica la propria denominazione in Alternativa Popolare - Centristi per l'Europa - NCD - Noi con l'Italia.

 Per l'Italia 
- In data 10.12.2013 il gruppo è costituito da Ferdinando Adornato, Paola Binetti, Rocco Buttiglione, Mario Caruso, Angelo Cera, Lorenzo Cesa, Gianpiero D'Alia, Lorenzo Dellai, Giuseppe De Mita, Federico Fauttilli, Fucsia Nissoli, Gian Luigi Gigli, Gregorio Gitti, Mario Marazziti, Gaetano Piepoli, Giuseppe Stefano Quintarelli, Domenico Rossi, Milena Santerini, Mario Sberna e Gea Schirò Planeta, provenienti dal gruppo Scelta Civica per l'Italia. (20 membri)
- In data 12.02.2014 lascia il gruppo Giuseppe Stefano Quintarelli per aderire al gruppo Scelta Civica per l'Italia. (19 membri)
- In data 25.06.2014 cessa dal mandato parlamentare Lorenzo Cesa; il suo sostituto, Roberto Occhiuto, aderisce al gruppo Forza Italia - Il Popolo della Libertà - Berlusconi presidente. (18 membri)
- In data 2.10.2014 lasciano il gruppo Gea Schirò Planeta e Gregorio Gitti per aderire al gruppo Partito Democratico. (16 membri)
- In data 19.11.2014 aderiscono al gruppo Roberto Capelli, Carmelo Lo Monte e Bruno Tabacci, provenienti dalla componente Centro Democratico. (19 membri)
- In data 04.12.2014 il gruppo modifica la propria denominazione in Per l'Italia - Centro Democratico.
- In data 16.12.2014 lasciano il gruppo Ferdinando Adornato, Paola Binetti, Rocco Buttiglione, Angelo Cera, Gianpiero D'Alia e Giuseppe De Mita per aderire al gruppo Area Popolare (NDC-UDC). (13 membri)
- In data 05.08.2015 lascia il gruppo Carmelo Lo Monte per aderire alla componente dei Non Iscritti.
- In data 17.09.2015 aderisce al gruppo Maurizio Baradello, proclamato in sostituzione di Paolo Vitelli, appartenente al gruppo Scelta Civica per l'Italia.
- In data 11.01.2016 il gruppo modifica la propria denominazione in Democrazia Solidale - Centro Democratico.
- In data 26.01.2017 aderisce al gruppo Mario Catania, proveniente dal gruppo Civici e Innovatori.
- In data 09.05.2017 cessa dal mandato parlamentare Maurizio Baradello; il suo sostituto, Ernesto Auci, aderisce al gruppo Scelta Civica-ALA per la Costituente Liberale e Popolare-MAIE.
- In data 22.06.2017 lascia il gruppo Fucsia Nissoli per aderire al gruppo Forza Italia - Il Popolo delle Libertà - Berlusconi Presidente.

 Scelta Civica verso Cittadini per l'Italia - MAIE 
- In data 13.10.2016 il gruppo è costituito da: Ignazio Abrignani, Mario Borghese, Luca D'Alessandro, Monica Faenzi, Giuseppe Galati, Giorgio Lainati, Ricardo Antonio Merlo, Giovanni Mottola, Massimo Parisi e Francesco Saverio Romano, provenienti dalla componente ALA - MAIE; Angelo Antonio D'Agostino, Mariano Rabino, Giulio Cesare Sottanelli, Valentina Vezzali e Enrico Zanetti, provenienti dalla componente dei Non Iscritti; Marco Marcolin, proveniente dalla componente Fare! - PRI.
- In data 06.12.2016 il gruppo modifica la propria denominazione in Scelta Civica - ALA per la Costituente Liberale e Popolare - MAIE.
- In data 30.03.2017 lascia il gruppo Giovanni Mottola per aderire al gruppo Alternativa Popolare - Centristi per l'Europa - NCD.
- In data 11.05.2017 aderisce al gruppo Ernesto Auci, proclamato in sostituzione di Maurizio Baradello, appartenente al gruppo Democrazia Solidale - Centro Democratico.
- In data 14.07.2017 lascia il gruppo Giorgio Lainati per aderire al gruppo Alternativa Popolare - Centristi per l'Europa - NCD.
- In data 30.11.2017 lasciano il gruppo Ernesto Auci, Angelo Antonio D'Agostino e Valentina Vezzali per aderire alla componente dei Non Iscritti.
- In data 12.12.2017 aderiscono al gruppo: Vincenzo Piso e Eugenia Roccella, provenienti dalla componente UDC-IDEA; Matteo Bragantini, Enrico Costa e Emanuele Prataviera, provenienti dalla componente Fare! - PRI - Liberali.
- In data 19.12.2017 lasciano il gruppo Vincenzo Piso e Eugenia Roccella per aderire alla componente UDC-IDEA. Contestualmente il gruppo modifica la propria denominazione in Noi con l'Italia - Scelta Civica per l'Italia - MAIE.
- In data 08.01.2018 aderisce al gruppo Marco Di Stefano, proveniente dal gruppo Partito Democratico.
- In data 09.02.2018 lascia il gruppo Marco Di Stefano per aderire alla componente dei Non Iscritti.

 Articolo 1 - Movimento Democratico e Progressista 
- In data 28.02.2017 il gruppo è costituito da: Roberta Agostini, Tea Albini, Pier Luigi Bersani, Luisa Bossa, Angelo Capodicasa, Eleonora Cimbro, Ettore Guglielmo Epifani, Paolo Fontanelli, Filippo Fossati, Francesco Laforgia, Danilo Leva, Delia Murer, Giorgio Piccolo, Michele Ragosta, Roberto Speranza, Nicola Stumpo, Giuseppe Zappulla e Davide Zoggia, provenienti dal gruppo Partito Democratico; Franco Bordo, Alfredo D'Attorre, Donatella Duranti, Claudio Fava, Francesco Ferrara, Vincenzo Folino, Carlo Galli, Florian Kronbichler, Giovanna Martelli, Marisa Nicchi, Michele Piras, Stefano Quaranta, Lara Ricciatti, Arcangelo Sannicandro, Arturo Scotto e Filiberto Zaratti, provenienti dal gruppo Sinistra Italiana - Sinistra Ecologia Libertà; Aniello Formisano, proveniente dal gruppo Civici e Innovatori e Adriano Zaccagnini, proveniente dalla componente dei Non Iscritti.
- In data 06.03.2017 aderisce al gruppo Gianni Melilla, proveniente dal gruppo Sinistra Italiana - Sinistra Ecologia Libertà.
- In data 14.03.2017 aderisce al gruppo Michela Rostan, proveniente dal gruppo Partito Democratico.
- In data 17.03.2017 aderisce al gruppo Toni Matarrelli, proveniente dalla componente Alternativa Libera - Possibile.
- In data 27.03.2017 aderisce al gruppo Michele Mognato, proveniente dal gruppo Partito Democratico.
- In data 06.07.2017 aderisce al gruppo Luigi Lacquaniti, proveniente dalla componente dei Non Iscritti.
- In data 18.07.2017 aderisce al gruppo Elisa Simoni, proveniente dal gruppo Partito Democratico.
- In data 31.07.2017 aderisce al gruppo Pierdomenico Martino, proveniente dal gruppo Partito Democratico.
- In data 20.12.2017 aderisce al gruppo Maria Gaetana Greco, proveniente dal gruppo Partito Democratico. Contestualmente il gruppo modifica la propria denominazione in Articolo 1 - Movimento Democratico e Progressista - Liberi e Uguali.
- In data 09.01.2018 cessa dal mandato parlamentare Claudio Fava; il suo sostituto, Valentina La Terza, aderisce al gruppo Partito Democratico.
- In data 11.01.2018 lascia il gruppo Adriano Zaccagnini per aderire alla componente dei Non Iscritti.

 Gruppo misto 
 Centro Democratico 
- In data 21.03.2013 la componente è costituita da Bruno Tabacci, Pino Pisicchio, Carmelo Lo Monte, Roberto Capelli e Aniello Formisano.
- In data 27.06.2014 lascia la componente Pino Pisicchio per aderire alla componente dei Non Iscritti.
- In data 30.10.2014 lascia la componente Aniello Formisano per aderire alla componente dei Non Iscritti.
- In data 19.11.2014 lasciano la componente Roberto Capelli, Carmelo Lo Monte e Bruno Tabacci  per aderire al gruppo Per l'Italia. La componente cessa di esistere.

 MAIE - Movimento Associativo Italiani all'Estero 
- In data 21.03.2013 la componente è costituita da Ricardo Antonio Merlo, Renata Bueno e Mario Borghese.
- In data 08.04.2013 aderisce alla componente Fucsia Nissoli, proveniente dal gruppo Scelta civica per l'Italia.
- In data 10.04.2013 lascia la componente Fucsia Nissoli per aderire al gruppo Scelta civica per l'Italia.
- In data 26.06.2013 aderisce alla componente Franco Bruno, proveniente dalla componente dei Non Iscritti.
- In data 03.07.2013 la componente modifica la propria denominazione in MAIE - Movimento Associativo Italiani all'Estero - Alleanza per l'Italia (API).
- In data 24.09.2015 aderiscono alla componente Ignazio Abrignani, Luca D'Alessandro, Monica Faenzi, Giuseppe Galati, Giovanni Mottola, Massimo Parisi e Francesco Saverio Romano, provenienti dal gruppo Forza Italia - Il Popolo della Libertà - Berlusconi Presidente. Contestualmente la componente modifica la propria denominazione in Alleanza Liberalpopolare Autonomie ALA - MAIE - Movimento Associativo Italiani all'Estero.
- In data 29.09.2015 lascia la componente Franco Bruno per aderire alla componente dei Non Iscritti.
- In data 30.11.2015 lascia la componente Renata Bueno per aderire alla componente USEI.
- In data 19.05.2016 aderisce alla componente Giorgio Lainati, proveniente dal gruppo Forza Italia - Il Popolo della Libertà - Berlusconi Presidente.
- In data 13.10.2016 la componente cessa: Ignazio Abrignani, Mario Borghese, Luca D'Alessandro, Monica Faenzi, Giuseppe Galati, Giorgio Lainati, Ricardo Antonio Merlo, Giovanni Mottola, Massimo Parisi e Francesco Saverio Romano aderiscono al gruppo Scelta Civica verso Cittadini per l'Italia - MAIE.

 Minoranze Linguistiche 
- In data 21.03.2013 la componente è costituita da Daniel Alfreider, Renate Gebhard, Mauro Ottobre, Albrecht Plangger e Manfred Schullian.
- In data 01.04.2015 aderisce alla componente Rudi Franco Marguerettaz, proveniente dal gruppo Lega Nord e Autonomie.

 Partito Socialista Italiano (PSI) - Liberali per l'Italia (PLI) 
- In data 11.06.2013 la componente è costituita da Lello Di Gioia, Marco Di Lello, Pia Elda Locatelli e Oreste Pastorelli.
- In data 20.11.2014 aderiscono alla componente Ivan Catalano (Non iscritti) e Claudio Fava (Libertà e Diritti - Socialisti europei (LED)).
- In data 01.04.2015 lascia la componente Ivan Catalano  per aderire al gruppo Scelta Civica per l'Italia.
- In data 06.11.2015 lascia la componente Claudio Fava per aderire al gruppo Sinistra Italiana - Sinistra Ecologia Libertà.
- In data 02.12.2015 aderisce alla componente Carmelo Lo Monte, proveniente dalla componente dei non iscritti.
- In data 07.06.2016 lasciano la componente Marco Di Lello e Lello Di Gioia, che aderiscono alla componente Movimento PPA - Moderati.
- In data 14.09.2017 la componente muta denominazione in Partito Socialista Italiano (PSI) - Liberali per l'Italia (PLI) - Indipendenti.
- In data 21.09.2017 aderisce alla componente Michela Marzano, proveniente dalla componente dei non iscritti.
- In data 25.10.2017 lascia la componente Carmelo Lo Monte, che aderisce al gruppo Lega Nord e Autonomie - Lega dei Popoli - Noi con Salvini.

 Libertà e Diritti - Socialisti europei (LED) 
- In data 07.07.2014 la componente è costituita da Titti Di Salvo, Claudio Fava, Luigi Lacquaniti, Fabio Lavagno, Gennaro Migliore, Martina Nardi, Ileana Cathia Piazzoni, Nazzareno Pilozzi e Alessandro Zan, provenienti dal gruppo Sinistra Ecologia Libertà, e Vincenza Labriola, proveniente dalla componente dei Non Iscritti.
- In data 17.11.2014 la componente cessa; Titti Di Salvo, Luigi Lacquaniti, Fabio Lavagno, Gennaro Migliore, Martina Nardi, Ileana Cathia Piazzoni, Nazzareno Pilozzi e Alessandro Zan aderiscono al gruppo Partito Democratico; Claudio Fava aderisce alla componente Partito Socialista Italiano (PSI) - Liberali per l'Italia (PLI); Vincenza Labriola passa alla componente dei Non Iscritti.

 Alternativa Libera 
- In data 05.02.2015 la componente è costituita da Massimo Artini, proveniente dalla componente dei Non Iscritti, e da Marco Baldassarre, Sebastiano Barbanti, Eleonora Bechis, Mara Mucci, Aris Prodani, Walter Rizzetto, Gessica Rostellato, Samuele Segoni e Tancredi Turco, provenienti dal gruppo del Movimento 5 Stelle.
- In data 30.04.2015 lascia la componente Gessica Rostellato, che aderisce al gruppo del Partito Democratico.
- In data 04.05.2015 aderisce alla componente Toni Matarrelli, proveniente dal gruppo di Sinistra Ecologia Libertà.
- In data 17.11.2015 lasciano la componente Sebastiano Barbanti, Mara Mucci, Aris Prodani e Walter Rizzetto, che passano alla componente dei Non Iscritti. Nella stessa data aderiscono alla componente Beatrice Brignone, Luca Pastorino, Andrea Maestri e Giuseppe Civati, provenienti dalla componente dei Non Iscritti. La componente muta denominazione in Alternativa Libera - Possibile.
- In data 17.03.2017 lascia la componente Toni Matarrelli, che aderisce al gruppo Articolo 1 - Movimento Democratico e Progressista.
- In data 20.03.2017 lasciano la componente Beatrice Brignone, Luca Pastorino, Andrea Maestri e Giuseppe Civati, che aderiscono al gruppo Sinistra Italiana - Sinistra Ecologia Libertà -  Possibile. La componente muta denominazione in Alternativa Libera - Tutti Insieme per l'Italia.

 Conservatori e Riformisti 
- In data 19.11.2015 la componente è costituita da Trifone Altieri, Maurizio Bianconi, Daniele Capezzone, Gianfranco Chiarelli, Nicola Ciracì, Antonio Distaso, Benedetto Fucci, Cosimo Latronico, Roberto Marti e Rocco Palese, provenienti dal gruppo Forza Italia - Il Popolo delle Libertà - Berlusconi Presidente, e da Massimo Corsaro, proveniente dalla componente dei Non Iscritti.
- In data 15.06.2017 lascia la componente Rocco Palese, che aderisce al gruppo Forza Italia - Il Popolo delle Libertà - Berlusconi Presidente.
- In data 28.06.2017 la componente modifica la propria denominazione in Direzione Italia.
- In data 29.06.2017 aderiscono alla componente Salvatore Matarrese e Pierpaolo Vargiu, provenienti dal gruppo Civici e Innovatori.
- In data 17.07.2017 lascia la componente Maurizio Bianconi, che passa alla componente dei Non Iscritti.
- In data 24.11.2017 lascia la componente Trifone Altieri, che aderisce al gruppo Lega Nord e Autonomie - Lega dei Popoli - Noi con Salvini.
- In data 30.11.2017 aderisce alla componente Renata Bueno, proveniente dalla componente Civici e Innovatori - Energie per l'Italia.
- In data 01.12.2017 lascia la componente Roberto Marti, che aderisce al gruppo Lega Nord e Autonomie - Lega dei Popoli - Noi con Salvini.

 USEI (Unione Sudamericana Emigrati Italiani) 
- In data 30.11.2015 la componente è costituita da Renata Bueno, proveniente dalla componente ALA - MAIE, Aniello Formisano e Guglielmo Vaccaro, provenienti dalla componente dei Non Iscritti.
- In data 01.12.2015 aderiscono alla componente Vincenzo Piso e Eugenia Roccella, provenienti dal gruppo Area Popolare (NCD-UDC).
- In data 29.04.2016 la componente modifica la propria denominazione in USEI - IDEA.
- In data 07.06.2016 lascia la componente Aniello Formisano, che aderisce alla componente Movimento PPA - Moderati.
- In data 24.05.2017 la componente cessa: Vincenzo Piso e Eugenia Roccella aderiscono alla componente UDC-IDEA; Renata Bueno e Guglielmo Vaccaro passano alla componente dei Non Iscritti.

 Fare! - PRI 
- In data 11.04.2016 la componente è costituita da Matteo Bragantini, Roberto Caon, Marco Marcolin e Emanuele Prataviera, provenienti dalla componente dei Non Iscritti.
- In data 13.10.2016 lascia la componente Marco Marcolin per aderire al gruppo Scelta Civica verso Cittadini per l'Italia - MAIE.
- In data 03.08.2017 lascia la componente Roberto Caon per aderire al gruppo Forza Italia - Il Popolo della Libertà - Berlusconi Presidente.
- In data 03.08.2017 aderisce alla componente Enrico Costa, proveniente dal gruppo Alternativa Popolare - Centristi per l'Europa - NCD. Contestualmente la componente modifica la propria denominazione in Fare! - PRI - Liberali.
- In data 12.12.2017 la componente cessa: Matteo Bragantini, Enrico Costa e Emanuele Prataviera aderiscono al gruppo Scelta Civica - ALA per la Costituente Liberale e Popolare - MAIE.

 Movimento PPA - Moderati 
- In data 07.06.2016 la componente è costituita da Nello Formisano, proveniente dalla componente USEI - IDEA, e da Marco Di Lello e Lello Di Gioia, provenienti dalla componente PSI-PLI.
- In data 19.01.2017 la componente cessa: Marco Di Lello e Lello Di Gioia aderiscono al gruppo Partito Democratico; Nello Formisano aderisce al gruppo Civici e Innovatori.

 UDC 
- In data 07.12.2016 la componente è costituita da Paola Binetti, Rocco Buttiglione, Angelo Cera e Giuseppe De Mita, provenienti dal gruppo Area Popolare (NCD-UDC).
- In data 24.05.2017 aderiscono alla componente Vincenzo Piso e Eugenia Roccella, provenienti dalla componente USEI - IDEA. Contestualmente la componente modifica la propria denominazione in UDC - IDEA.
- In data 12.12.2017 lasciano la componente  Vincenzo Piso e Eugenia Roccella per aderire al gruppo Scelta Civica - ALA per la Costituente Liberale e Popolare - MAIE.
- In data 19.12.2017 aderiscono alla componente Vincenzo Piso e Eugenia Roccella, provenienti dal gruppo Scelta Civica - ALA per la Costituente Liberale e Popolare - MAIE.

 Civici e Innovatori 
- In data 10.07.2017 la componente è costituita da Alberto Bombassei, Ivan Catalano, Antimo Cesaro, Stefano Dambruoso, Adriana Galgano, Gianfranco Librandi, Andrea Mazziotti di Celso, Domenico Menorello, Bruno Molea, Giovanni Monchiero, Mara Mucci, Roberta Oliaro e Giuseppe Stefano Quintarelli, provenienti dal disciolto gruppo Civici e Innovatori.
- In data 28.07.2017 lascia la componente Gianfranco Librandi per aderire al gruppo Partito Democratico.
- In data 01.08.2017 aderiscono alla componente Renata Bueno e Guglielmo Vaccaro, provenienti dalla componente dei Non Iscritti.
- In data 02.08.2017 la componente modifica la propria denominazione in Civici e Innovatori per l'Italia.
- In data 17.11.2017 aderisce alla componente Dino Secco, proveniente dalla componente dei Non Iscritti. Contestualmente la componente modifica la propria denominazione in Civici e Innovatori - Energie per l'Italia.
- In data 30.11.2017 lascia la componente Renata Bueno per aderire alla componente Direzione Italia.